# Mandir

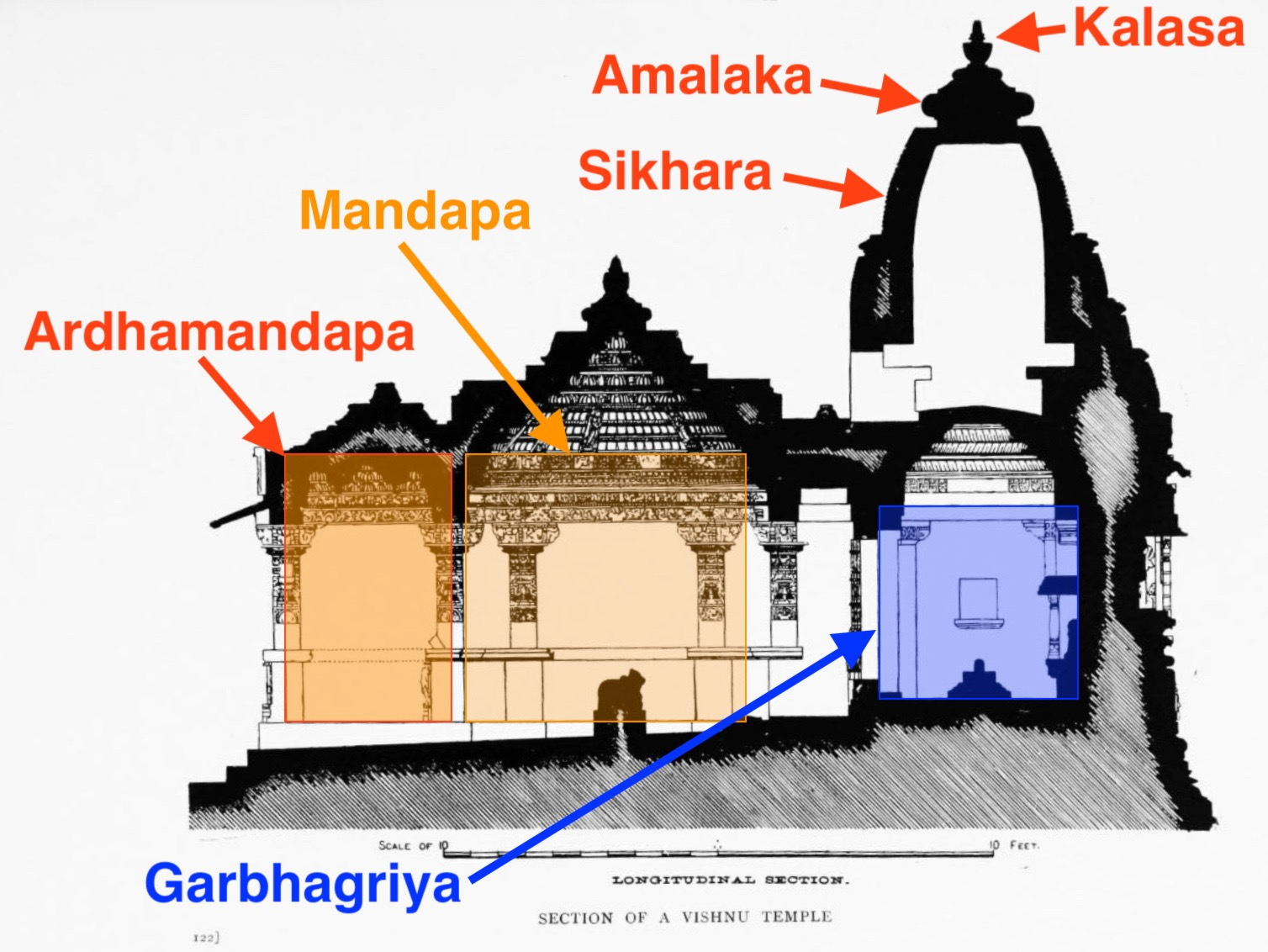
Elementi dell'architettura del tempio indù.

Il mandir (in sanscrito मन्दिर, IAST: maṃdira, lett. "casa") è un tempio induista dedicato a un deva, ovvero un dio; è il luogo in cui sperimentare una visione (darśana) che è epifania, manifestazione ed esperienza diretta del divino. Caratteristico di un tempio è la presenza di una murti (immagine) del deva (dio) cui l'edificio è consacrato. Il tempio può essere dedicato a un unico deva, o a più dei tra loro collegati. È una struttura progettata per riunire gli esseri umani e gli dei attraverso l'adorazione, il sacrificio e la devozione. Il simbolismo e la struttura di un tempio indù sono radicati nelle tradizioni vediche, dispiegando cerchi e quadrati. Rappresenta anche l'equivalenza del macrocosmo e del microcosmo per numeri astronomici, e per "allineamenti specifici legati alla geografia del luogo e ai presunti legami della divinità e del patrono". Un tempio incorpora tutti gli elementi del cosmo indù - presentando il bene, il male e l'umano, così come gli elementi del senso indù del tempo ciclico e l'essenza della vita - presentando simbolicamente dharma, artha, kama, moksha e karma.
I principi spirituali rappresentati simbolicamente nei templi indù sono riportati negli antichi testi sanscriti dell'India (ad esempio, i Veda e le Upanishad), mentre le loro regole strutturali sono descritte in vari antichi trattati sanscriti sull'architettura (Bṛhat Saṃhitā, Vāstu Śāstras). Lo stile, i motivi, la pianta e il processo di costruzione recitano antichi rituali, simbolismi geometrici e riflettono credenze e valori innati all'interno di varie scuole dell'induismo. Un tempio indù è una destinazione spirituale per molti indù, nonché punti di riferimento attorno ai quali sono fiorite arti antiche, celebrazioni comunitarie ed economia.
I templi indù sono disponibili in molti stili, sono situati in luoghi diversi, utilizzano diversi metodi di costruzione e sono adattati a diverse divinità e credenze regionali, eppure quasi tutti condividono alcune idee, simbolismo e temi fondamentali. Si trovano in Asia meridionale, in particolare India e Nepal, Bangladesh, Pakistan, Sri Lanka, in paesi del sud-est asiatico come Cambogia, Vietnam, Malesia e isola di Indonesia, e paesi come Canada, Fiji, Francia, Guyana, Kenya, Mauritius, Paesi Bassi, Sudafrica, Suriname, Tanzania, Trinidad e Tobago, Uganda, Regno Unito, Stati Uniti e altri paesi con una significativa popolazione indù. Lo stato attuale e l'aspetto esteriore dei templi indù riflettono arti, materiali e stile mentre si sono evoluti nel corso di due millenni; riflettono anche l'effetto dei conflitti tra induismo e islam sin dal XII secolo. Lo Swaminarayanan Akshardham a Robbinsville, nel New Jersey, tra le aree metropolitane di New York e Filadelfia, è stato inaugurato nel 2014 come uno dei più grandi templi indù del mondo.

## Storia

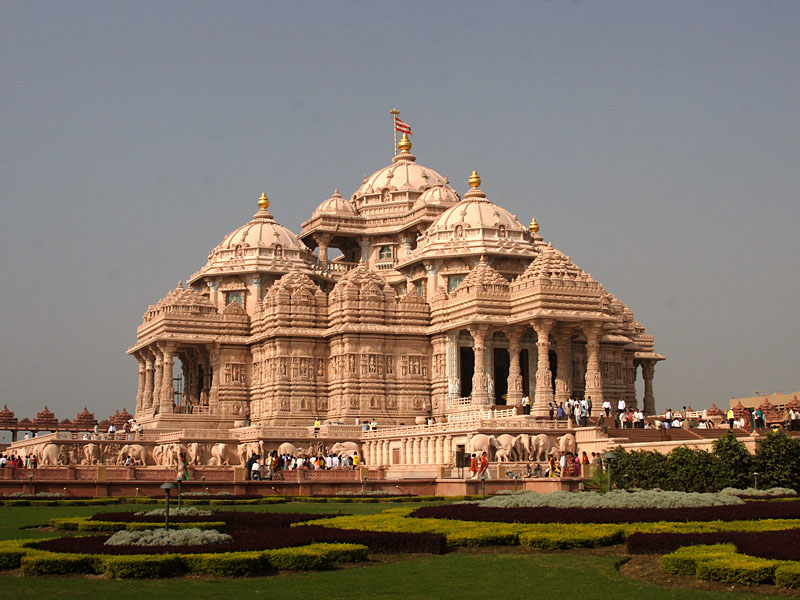
Akshardham Temple di New Delhi, il tempio più grande del mondo

I primi esempi significativi si hanno nel sud India tra il VII e il IX secolo, all'epoca della dinastia Pallava con i templi rupestri sotto Mahendravarman e di Marasimhavarman.
La struttura di un tempio riproduce il macrocosmo, visto come corpo di Dio,  in correlazione con il microcosmo, il corpo del fedele.
Il fedele prega nel punto del tempio che rappresenta il cuore, mentre la murti principale è collocata in corrispondenza della testa, ed è lì che il pujari, il responsabile dell'adorazione della divinità, celebra la pūjā, offrendo incenso, fuoco, fiori, cibo.
La progettazione, l'edificazione di un tempio e la sua consacrazione sono affidati a sacerdoti con competenze specifiche, e rispetta i principi del tu. La tvasorre costituisce un elemento essenziale, in quanto simboleggia il monte Meru.
Per gli induisti non vi è obbligo di recarsi al tempio, ma è consuetudine farlo per le feste principali.

## Significato di un tempio
Un tempio indù riflette una sintesi delle "artush" (sinonimo di arte), degli ideali del dharma, delle credenze, dei valori e del modo di vivere amato dall'induismo. È un collegamento tra l'uomo, le divinità e il Puruṣa universale in uno spazio sacro. Rappresenta la triplice conoscenza (trayi-vidya) della visione vedica mappando le relazioni tra il cosmo (brahmaṇḍa) e la cellula (pinda) mediante un piano unico basato su numeri astronomici. Subhash Kak vede la forma del tempio e la sua iconografia come una naturale espansione dell'ideologia vedica legata alla ripetizione, al cambiamento e all'equivalenza.

Lo schema "Parama Sayika" a griglia 9x9 (81) (sopra) trovato in grandi templi cerimoniali indù. È una delle tante griglie utilizzate per costruire i templi indù. In questa struttura di simmetria, ogni strato concentrico ha un significato. Lo strato più esterno, Paisachika padas, indica gli aspetti degli Asura e del male; mentre lo strato interno di Devika padas indica gli aspetti dei Deva e del bene. Tra il bene e il male c'è lo strato concentrico di Manusha padas, che significa vita umana. Tutti questi strati circondano Brahma padas, che significa energia creativa e il sito per il murti primario di un tempio per darsana. Infine, proprio al centro del Brahma padas c'è il Garbhagriha (Spazio Purusa), a significare il Principio Universale presente in ogni cosa e in tutti.

Negli antichi testi indiani, un tempio è un luogo di pellegrinaggio, conosciuto in India come Tirtha. È un luogo sacro la cui atmosfera e il cui stile tentano di condensare simbolicamente i principi ideali dello stile di vita indù. Tutti gli elementi cosmici che creano e sostengono la vita sono presenti in un tempio indù: dal fuoco all'acqua, dalle immagini della natura alle divinità, dal femminile al maschile, dai suoni fugaci e dagli odori di incenso all'eternità e all'universalità al centro del tempio.
Susan Lewandowski afferma che il principio alla base di un tempio indù è la convinzione che tutte le cose siano una, che tutto sia connesso. Il pellegrino viene accolto attraverso spazi strutturati matematicamente a 64 o 81 griglie, una rete di arte, pilastri con incisioni e statue che mostrano e celebrano i quattro principi importanti e necessari della vita umana: la ricerca di artha (prosperità, ricchezza), di kama (piacere, sesso), di dharma (virtù, vita etica) e di moksha (liberazione, conoscenza di sé). Al centro del tempio, tipicamente al di sotto e talvolta sopra o accanto alla divinità, c'è un semplice spazio vuoto senza decorazioni, che rappresenta simbolicamente Purusa, il Principio Supremo, il sacro Universale, l'Uno senza forma che è presente ovunque, collega tutto, ed è l'essenza di tutti. Un tempio indù ha lo scopo di incoraggiare la riflessione, facilitare la purificazione della propria mente e innescare il processo di realizzazione interiore all'interno del devoto. Il processo specifico è lasciato alla scuola di fede del devoto. La divinità principale dei diversi templi indù varia per riflettere questo spettro spirituale.
Nella tradizione indù non esiste una linea di demarcazione tra il secolare e il sacro solitario. Nello stesso spirito, i templi indù non sono solo spazi sacri; sono anche spazi secolari. Il loro significato e il loro scopo si sono estesi oltre la vita spirituale ai rituali sociali e alla vita quotidiana, offrendo così un significato sociale. Alcuni templi sono serviti come luogo per celebrare feste, per celebrare le arti attraverso la danza e la musica, per sposarsi o commemorare matrimoni, la nascita di un bambino, altri eventi significativi della vita o la morte di una persona cara. Nella vita politica ed economica, i templi indù sono serviti come luogo di successione all'interno di dinastie e punti di riferimento attorno ai quali prosperava l'attività economica.

### Simbologia
I templi induisti sono generalmente pieni di rappresentazioni erotiche su altorilievi e statue. Il loro atteggiamento esplicito da sempre turba i visitatori occidentali. Jung in una nota del suo libro Aion scrive che un pandit di una pagoda dell'India meridionale gli aveva spiegato che le figure oscene servono a ricordare il dharma alle persone comuni, in quanto la via spirituale è raggiungibile solo dopo aver maturato un giusto dharma. Le rappresentazioni quindi nella loro seduzione tendono a risvegliare questo ricordo.
(Aion, Carl Gustav Jung)

## Forme e caratteristiche dei templi indù

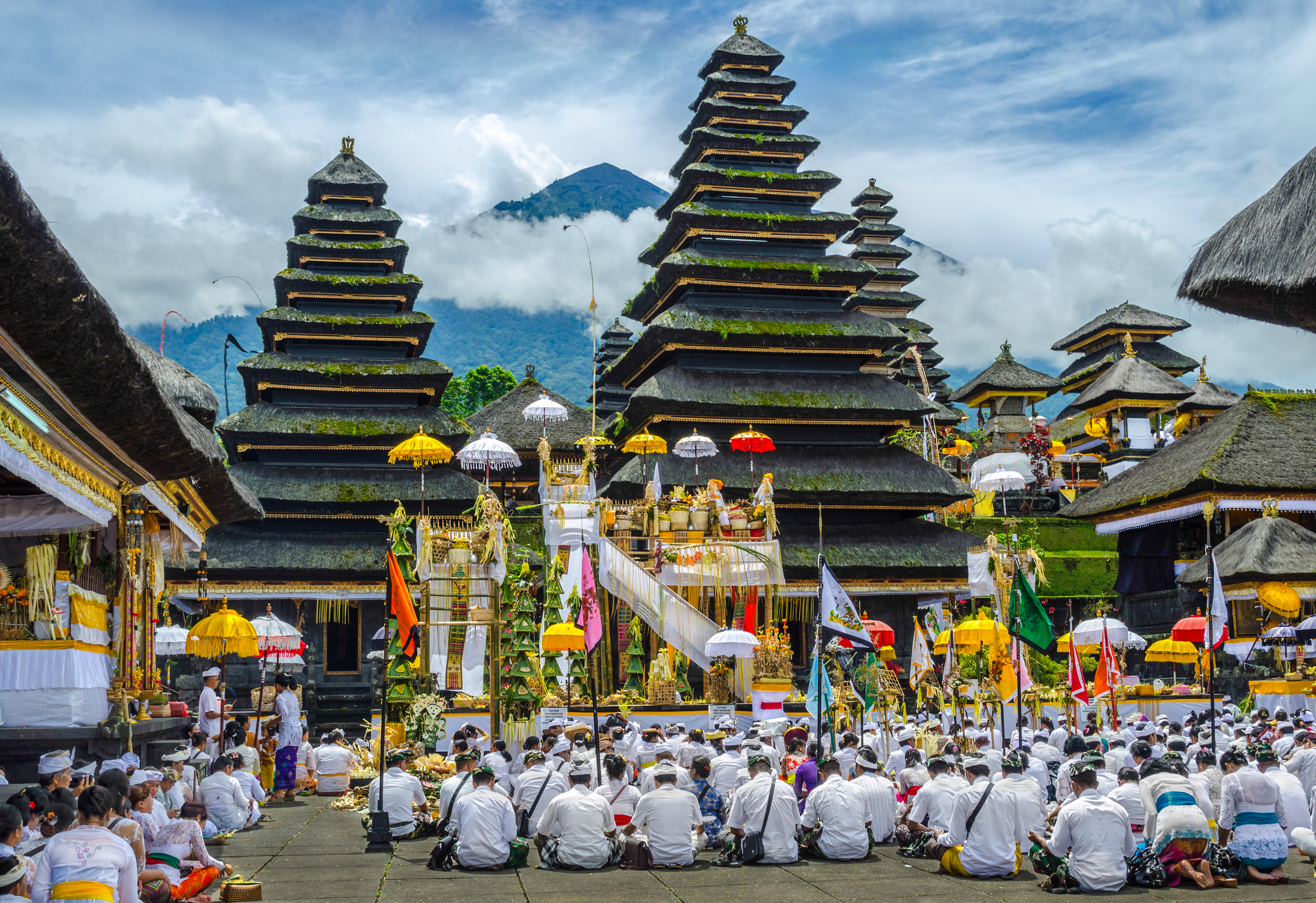
Una cerimonia di puja al tempio di Besakih a Bali, in Indonesia.

Quasi tutti i templi indù assumono due forme: una casa o un palazzo. Un tempio a tema casa è un semplice rifugio che funge da casa di una divinità. Il tempio è un luogo in cui il devoto effettua una visita, proprio come farebbe visita a un amico o un parente. L'uso di immagini mobili e immobili è menzionato da Pāṇini. Nella scuola Bhakti dell'induismo, i templi sono luoghi per la puja, che è un rituale di ospitalità, dove la divinità è onorata e dove il devoto chiama, si prende cura e si connette con la divinità. In altre scuole di induismo, la persona può semplicemente eseguire la meditazione, lo yoga, o l'introspezione. I templi a tema palazzo spesso incorporano un'architettura più elaborata e monumentale.

### Luogo
Il sito appropriato per un tempio, suggeriscono gli antichi testi sanscriti, è vicino all'acqua e ai giardini, dove sbocciano fiori di loto e fiori, dove si sentono cigni, anatre e altri uccelli, dove gli animali riposano senza timore di ferite o danni. Questi luoghi armoniosi sono stati raccomandati in questi testi con la spiegazione che tali sono i luoghi in cui giocano gli dei, e quindi il miglior sito per i templi indù.

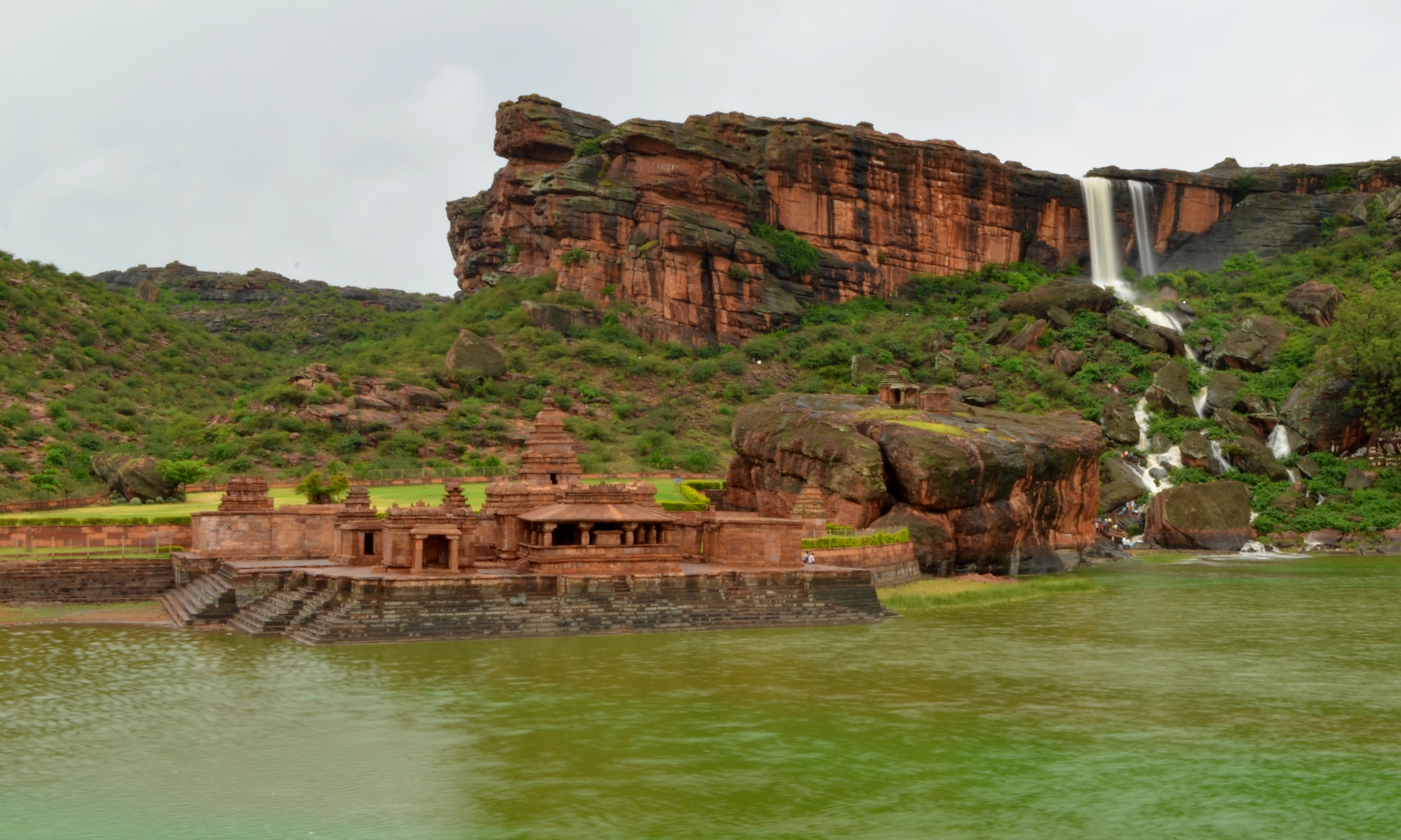
I siti dei templi indù coprono una vasta gamma. I siti più comuni sono quelli vicino a corpi idrici, incastonati nella natura, come il Complesso di templi Bhutanatha a Badami, che si trova vicino a una cascata.

dove i raggi del sole sono respinti da ombrelli di grappoli di foglie di loto,

e dove limpidi corsi d'acqua sono fatti dai cigni

i cui seni lanciano qua e là il loto bianco,

dove si odono cigni, anatre, ricci e risaie,

e gli animali riposano nelle vicinanze all'ombra degli alberi di Nicula sulle rive del fiume.
Gli dei giocano sempre dove i fiumi hanno per braccialetti

il suono dei ricci e la voce dei cigni per il loro discorso,

acqua come loro veste, carpe per loro zona,

gli alberi in fiore sulle loro sponde come orecchini,

la confluenza dei fiumi come i loro fianchi,

banchi di sabbia sollevati come seni e piumaggio di cigni il loro manto.
Gli dei giocano sempre dove sono vicini boschi, fiumi, montagne e sorgenti,
 e nelle città con giardini di delizie.»
(Varāhamihira, Brhat Samhita 1.60.4-8)
Mentre i principali templi indù sono raccomandati a sangam (confluenza di fiumi), rive di fiumi, laghi e spiagge, Brhat Samhita e Purana suggeriscono che i templi possono essere costruiti anche dove non è presente una fonte naturale di acqua. Anche qui si consiglia di costruire uno stagno preferibilmente davanti o a sinistra del tempio con giardini d'acqua. Se l'acqua non è presente né naturalmente né per progetto, l'acqua è simbolicamente presente alla consacrazione del tempio o della divinità. I templi possono anche essere costruiti, suggerisce Visnudharmottara nella parte III del capitolo 93, all'interno di caverne e pietre scolpite, sulle cime delle colline che offrono viste pacifiche, pendii montuosi che si affacciano su bellissime vallate, all'interno di foreste ed eremi, accanto a giardini o in testa di una strada cittadina.

### Manuali

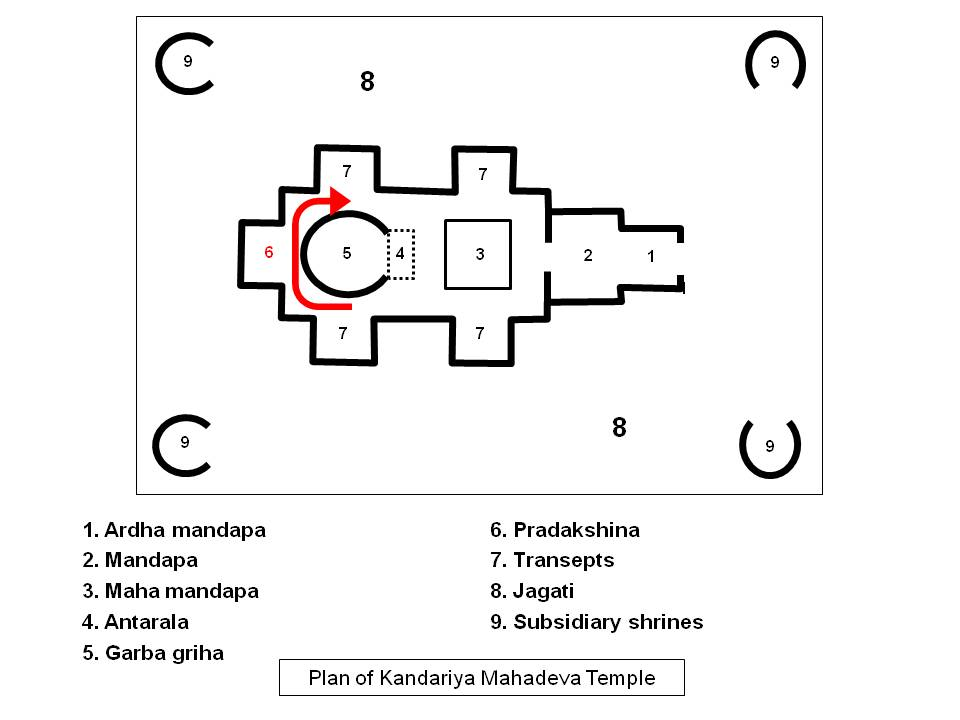
L'antica India ha prodotto molti manuali in sanscrito per la progettazione e la costruzione di templi indù, coprendo la disposizione degli spazi (sopra) fino a ogni aspetto del suo completamento. Tuttavia, ai Silpin è stata data ampia libertà per sperimentare ed esprimere la loro creatività.

Gli antichi costruttori di templi indù crearono manuali di architettura, chiamati Vastu-Sastra (letteralmente "scienza" dell'abitare; vas-tu è una parola sanscrita composita; vas significa "risiedi", tu significa "tu"); questi contengono Vastu-Vidya (letteralmente, conoscenza della dimora) e Sastra che significa sistema o conoscenza in sanscrito. Esistono molti Vastu-Sastra sull'arte di costruire templi, come uno di Thakkura Pheru, che descrive dove e come dovrebbero essere costruiti i templi. Specie nei manuali in sanscrito per l'India fino al VI secolo d.C. I manuali Vastu-Sastra includevano capitoli sulla costruzione di case, sull'urbanistica e su come villaggi, città e regni efficienti integrassero templi, corpi idrici e giardini al loro interno per raggiungere l'armonia con la natura. Sebbene non sia chiaro, afferma Barnett, se questi testi di pianificazione urbanistica e di templi fossero studi teorici e se e quando fossero stati adeguatamente implementati nella pratica, i manuali suggeriscono che l'urbanistica e i templi indù fossero concepiti come ideali di arte e parte integrante della vita sociale e spirituale indù.
Il Silpa Prakasa di Orissa, scritto da Ramacandra Bhattaraka Kaulacara nel IX o X secolo d.C., è un altro trattato sanscrito sull'architettura del tempio. Silpa Prakasa descrive i principi geometrici in ogni aspetto del tempio e il simbolismo come 16 emozioni di esseri umani scolpiti come 16 tipi di figure femminili. Questi stili sono stati perfezionati nei templi indù prevalenti negli stati orientali dell'India. Altri testi antichi trovati espandono questi principi architettonici, suggerendo che diverse parti dell'India hanno sviluppato, inventato e aggiunto le proprie interpretazioni. Ad esempio, nella tradizione Saurastra della costruzione di templi che si trova negli stati occidentali dell'India, la forma femminile, le espressioni e le emozioni sono rappresentate in 32 tipi di Nataka-stri rispetto ai 16 tipi descritti nel Silpa Prakasa. Il Silpa Prakasa fornisce anche una breve introduzione a 12 tipi di templi indù. Altri testi, come Pancaratra Prasada Prasadhana compilato da Daniel Smith e Silpa Ratnakara compilato da Narmada Sankara forniscono un elenco più ampio di tipi di templi indù.
Antichi manuali sanscriti per la costruzione di templi scoperti nel Rajasthan, nella regione nord-occidentale dell'India, includono il Prasadamandana di Sutradhara Mandana (letteralmente, manuale per la pianificazione e la costruzione di un tempio). Manasara, un testo di origine dell'India meridionale, che si stima fosse in circolazione nel VII secolo d.C., è una guida sulla progettazione e costruzione di templi dell'India meridionale. Isanasivagurudeva paddhati è un altro testo sanscrito del IX secolo che descrive l'arte della costruzione di templi in India, nell'India meridionale e centrale. Nel nord dell'India, Brihat-samhita di Varāhamihira è l'antico manuale sanscrito ampiamente citato del VI secolo che descrive la progettazione e la costruzione dello stile Nagara dei templi indù.

### Il progetto
Il progetto di un tempio indù segue un disegno geometrico chiamato vastu-purusha-mandala. Il nome è una parola sanscrita composita da tre dei componenti più importanti del piano. Mandala significa cerchio, Purusha è l'essenza universale al centro della tradizione indù, mentre Vastu significa struttura abitativa. Il Vastu-purusha-mandala è uno yantra, un disegno che delinea un tempio indù in una struttura simmetrica e ripetitiva derivata da credenze centrali, miti, cardinalità e principi matematici.
Le quattro direzioni cardinali contribuiscono a creare l'asse di un tempio indù, attorno al quale si forma un quadrato perfetto nello spazio disponibile. Il cerchio del mandala circoscrive il quadrato. Il quadrato è considerato divino per la sua perfezione e come prodotto simbolico della conoscenza e del pensiero umano, mentre il cerchio è considerato terreno, umano e osservato nella vita di tutti i giorni (luna, sole, orizzonte, goccia d'acqua, arcobaleno). Ciascuno sostiene l'altro. Il quadrato è diviso in 64 (o in alcuni casi 81) sottoquadrati perfetti chiamati padas. Ogni pada è concettualmente assegnato a un elemento simbolico, a volte nella forma di una divinità. I quadrati centrali della griglia 64 o 81 sono dedicati al Brahman (da non confondere con il bramino, la classe accademica e sacerdotale in India) e sono chiamati Brahma padas.
Il modello a 49 griglie si chiama Sthandila ed è di grande importanza nelle espressioni creative dei templi indù nel sud dell'India, in particolare a Prakaras. Le griglie simmetriche Vastu-purusa-mandala sono talvolta combinate per formare una sovrastruttura del tempio con due o più quadrati attaccati. I templi sono rivolti verso l'alba e l'ingresso per il devoto è tipicamente verso lato est. Il mandala pada rivolto verso l'alba è dedicato a Surya, il dio del sole. Il Surya pada è affiancato dai pada di Satya, la divinità della verità, da un lato e da Indra, il re degli esseri celesti, dall'altro. Le facce est e nord della maggior parte dei templi presentano un mix di dei e semidei; mentre l'ovest e il sud presentano demoni e semidei legati agli inferi. Questo piano e simbolismo vastu-purusha-mandala è sistematicamente visto negli antichi templi indù del subcontinente indiano e in quelli del sud-est asiatico, con creatività e variazioni regionali.
Sotto i quadrati centrali del mandala c'è lo spazio per lo Spirito Universale che tutto pervade e tutto connette, la realtà più alta, il purusha. Questo spazio è talvolta noto come garbha-griya (letteralmente, "casa del grembo") - uno spazio piccolo, quadrato perfetto, senza finestre, chiuso e senza ornamenti che rappresenta l'essenza universale. Dentro o vicino a questo spazio c'è tipicamente un'immagine di culto - che, sebbene molti indiani possano riferirsi casualmente a un idolo, è più formalmente conosciuta come murti, o la principale divinità adorabile, che varia a seconda del tempio. Spesso questo murti dà al tempio un nome locale, come tempio di Vishnu, tempio di Krishna, tempio di Rama, tempio di Narayana, tempio di Shiva, tempio di Lakshmi, tempio di Ganesha, tempio di Durga, tempio di Hanuman, tempio di Surya, ecc. È questo il garbha-griya che i devoti cercano per il darsana (letteralmente, uno spettacolo di conoscenza, o visione ).
Sopra il vastu-purusha-mandala c'è una sovrastruttura con una cupola chiamata Shikhara nel nord dell'India e Vimana nel sud dell'India, che si estende verso il cielo. A volte, nei templi improvvisati, la cupola può essere sostituita con bambù simbolico con poche foglie in cima. La cupola della dimensione verticale è progettata come una piramide, un cono o un'altra forma simile a una montagna, ancora una volta utilizzando il principio dei cerchi concentrici e dei quadrati. Gli studiosi suggeriscono che questa forma sia ispirata alla montagna cosmica di Meru o Kailasa himalayana, la dimora degli dei, secondo la mitologia vedica.
 Un tempio indù ha uno Shikhara (Vimana o guglia) che si eleva simmetricamente sopra il nucleo centrale del tempio. Queste guglie sono disponibili in molti disegni e forme, ma tutte hanno precisione matematica e simbolismo geometrico. Uno dei principi comuni trovati nelle guglie dei templi indù è il tema dei cerchi e dei quadrati rotanti (a sinistra) e un disegno a strati concentrici (a destra) che scorre dall'uno all'altro mentre si alza verso il cielo.
Nei templi più grandi, lo spazio centrale è tipicamente circondato da un deambulatorio in cui il devoto può camminare e circumambulare ritualmente il Purusa, l'essenza universale. Spesso questo spazio è visivamente decorato con intagli, dipinti o immagini destinate a ispirare il devoto. In alcuni templi, queste immagini possono essere storie di poemi epici indù; in altri, possono essere racconti vedici su giusto e sbagliato o virtù e vizio; in altri ancora, possono essere murtis di divinità adorate localmente. I pilastri, le pareti e i soffitti in genere hanno anche intagli altamente decorati o immagini delle quattro giuste e necessarie attività della vita: kama, artha, dharma e moksa. Questa passeggiata si chiama pradakshina.
I grandi templi hanno anche sale a pilastri, chiamate mandapa, una delle quali, sul lato est, funge da sala d'attesa per pellegrini e devoti. Il mandapa può essere una struttura separata nei templi più antichi, ma nei templi più recenti questo spazio è integrato nella sovrastruttura del tempio. I siti dei mega-templi hanno un tempio principale circondato da templi e santuari più piccoli, ma questi sono ancora disposti secondo principi di simmetria, griglie e precisione matematica. Un principio importante che si trova nella disposizione dei templi indù è quello di rispecchiare e ripetere la struttura del disegno simile a un frattale, ciascuno unico ma anche ripetere il principio comune centrale, quello che Susan Lewandowski definisce "un organismo di cellule che si ripetono".
Gli antichi testi sul modello del tempio indù, il Vāstu-puruṣa-mandala e il Vastu Śāstras, non si limitano al modello di un tempio indù. Descrivono il tempio come una parte olistica della sua comunità e stabiliscono vari principi e una varietà di progetti alternativi per la disposizione della casa, del villaggio e della città insieme al tempio, ai giardini, ai corpi idrici e alla natura.
Eccezioni al principio della griglia quadrata
Un numero predominante di templi indù mostra il principio della griglia del quadrato perfetto. Tuttavia, ci sono alcune eccezioni. Ad esempio, il Telika Mandir a Gwalior, costruito nell'VIII secolo d.C., non è un quadrato ma un rettangolo in proporzione 2:3. Inoltre, il tempio esplora una serie di strutture e santuari in rapporti 1:1, 1:2, 1:3, 2:5, 3:5 e 4:5. Questi rapporti sono esatti, suggerendo che l'architetto intendeva utilizzare questi rapporti armonici, e lo schema del rettangolo non era un errore, né un'approssimazione arbitraria. Altri esempi di rapporti armonici non quadrati si trovano nel sito del tempio Naresar del Madhya Pradesh e nel tempio Nakti-Mata vicino a Jaipur, nel Rajasthan. Michael Meister suggerisce che queste eccezioni significano che gli antichi manuali sanscriti per la costruzione di templi fossero linee guida e l'induismo consentiva ai suoi artigiani flessibilità espressiva e indipendenza estetica.

### Il simbolismo

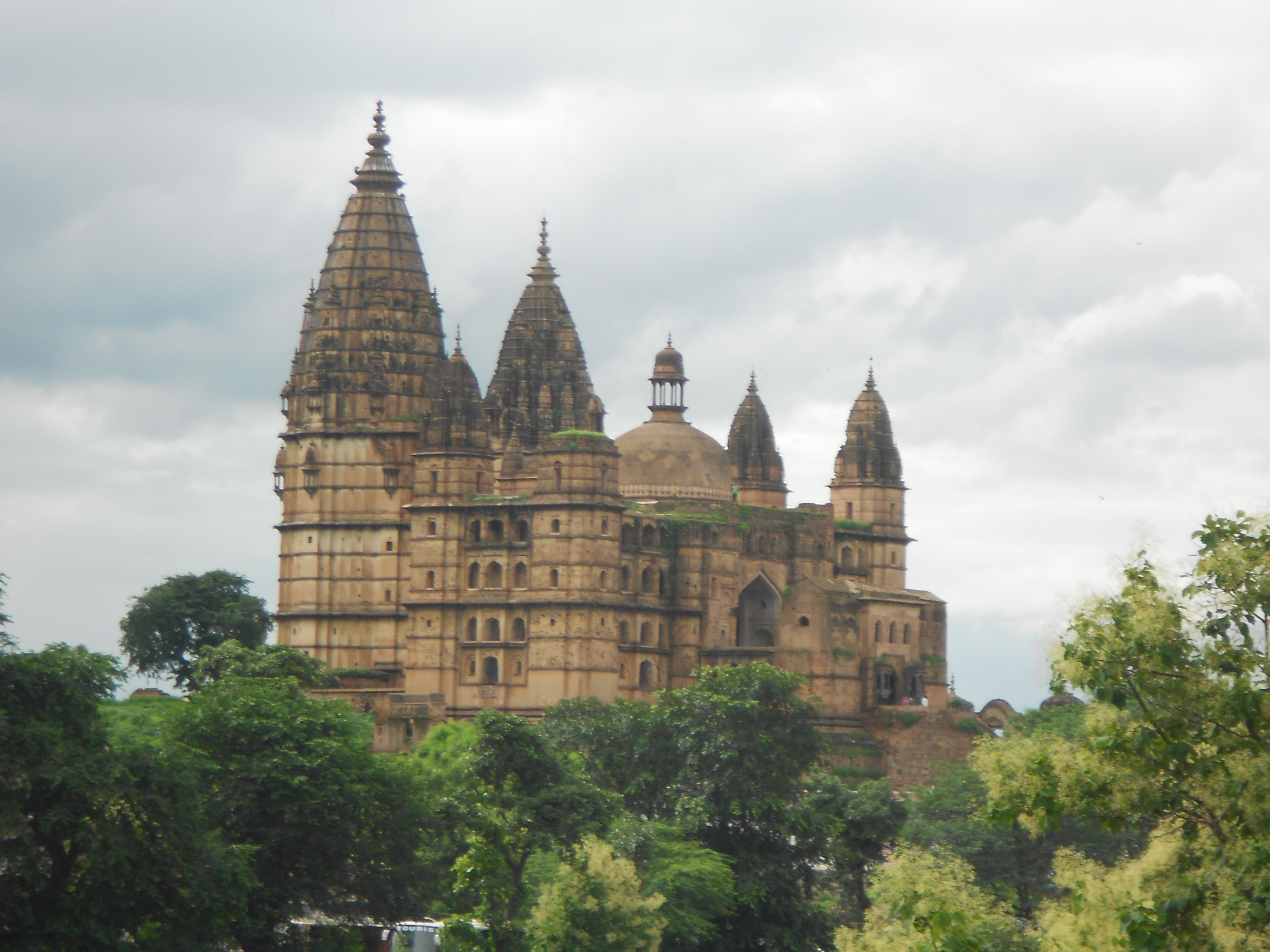
Il tempio di Chaturbhuj a Orchha, è noto per avere uno dei Vimana più alti tra i templi indù che si erge a 344 piedi.

Un tempio indù è una ricostruzione simbolica dell'universo e dei principi universali che consentono a tutto in esso di funzionare. I templi riflettono la filosofia indù e le sue diverse visioni sul cosmo e sulla verità.
L'induismo non ha un ordine ecclesiastico tradizionale, nessuna autorità religiosa centralizzata, nessun organo di governo, nessun profeta né alcun libro sacro vincolante tranne i Veda; Gli indù possono scegliere di essere politeisti, panteisti, monisti o atei. All'interno di questa struttura diffusa e aperta, la spiritualità nella filosofia indù è un'esperienza individuale, e indicata come kṣaitrajña (sanscrito: क्षैत्रज्ञ). Definisce la pratica spirituale come il proprio viaggio verso la moksha, la consapevolezza di sé, la scoperta di verità superiori, la vera natura della realtà e una coscienza che è liberata e soddisfatta. Un tempio indù riflette queste credenze fondamentali. Il nucleo centrale di quasi tutti i templi indù non è un grande spazio comune; il tempio è progettato per l'individuo, una coppia o una famiglia: un piccolo spazio privato per consentire ai visitatori di sperimentare il darsana.
Darsana è essa stessa una parola simbolica. Nelle antiche scritture indù, darsana è il nome di sei metodi o punti di vista alternativi per comprendere la verità. Questi sono Nyaya, Vaisesika, Sankhya, Yoga, Mimamsa e Vedanta - che sono fioriti in singole scuole dell'induismo, ognuna delle quali è considerata un valido percorso alternativo per comprendere la verità e raggiungere l'autorealizzazione nello stile di vita indù.
Dai nomi alle forme, dalle immagini alle storie scolpite nelle pareti di un tempio, il simbolismo è ovunque in un tempio indù. I principi della vita come la ricerca della gioia, della connessione e del piacere emotivo (kama) sono fusi in forme mistiche, erotiche e architettoniche nei templi indù. Questi motivi e principi della vita umana fanno parte dei testi sacri, come le Upanishad; i templi esprimono questi stessi principi in una forma diversa, attraverso l'arte e gli spazi. Ad esempio, Brihadaranyaka Upanisad (4.3.21) recita:
allo stesso modo, chi abbraccia il Sé non conosce né dentro né fuori.»
(Brihadaranyaka Upanishad)
Anche l'architettura dei templi indù è simbolica. L'intera struttura fonde la vita quotidiana e l'ambiente circostante con i concetti divini, attraverso una struttura aperta ma rialzata su una terrazza, che passa dal secolare al sacro, invitando il visitatore verso l'interno e verso l'alto verso il Brahma pada, il nucleo centrale del tempio, uno spazio simbolico segnato dalla sua guglia ( shikhara, vimana ). Gli antichi templi avevano ingressi grandiosi e finemente scolpiti ma non avevano porte e mancavano di un muro di cinta. Nella maggior parte delle culture, suggerisce Edmund Leach, un confine e una porta separano il secolare e il sacro, e questa porta è grandiosa. Nella tradizione indù, questo viene scartato a favore di un'architettura aperta e diffusiva, dove il mondo secolare non era separato dal sacro, ma transitava e confluiva nel sacro. Il tempio indù ha muri strutturali, che di solito erano modellati all'interno della griglia 64 o altri motivi geometrici. Eppure la pianta era aperta su tutti i lati, ad eccezione dello spazio centrale con un'unica apertura per la darsana. Lo spazio del tempio è disposto in una serie di cortili (mandapas). Le regioni più esterne possono incorporare il lato negativo e sofferente della vita con il simbolismo del male, degli asura e dei rakshasha; ma nei piccoli templi questo strato viene eliminato. Quando presente, questa regione esterna si diffonde nel successivo strato interno che funge da ponte come spazio umano, seguito da un altro spazio interno Devika padas e arti simboliche che incorporano il lato positivo e gioioso della vita riguardo al bene e agli dei. Questo spazio divino quindi si diffonde concentricamente verso l'interno e solleva l'ospite al centro del tempio, dove risiede il murti principale, così come lo spazio per il Purusa e le idee ritenute i principi più sacri nella tradizione indù. Il simbolismo nelle arti e nei templi dell'induismo, suggerisce Edmund Leach, è simile a quello del cristianesimo e delle altre principali religioni del mondo.

### Le squadre che hanno costruito i templi indù
I testi indiani chiamano gli artigiani e i costruttori di templi come "Silpin" (sanscrito: शिल्पिन्), derivato da "Silpa". Una delle prime menzioni della parola sanscrita Silpa è in Atharvaveda, del 1000 a.C. circa, che gli studiosi hanno tradotto come qualsiasi opera d'arte. Altri studiosi suggeriscono che la parola Silpa non abbia una traduzione diretta di una sola parola, né la parola "Silpin". Silpa, spiega Stella Kramrisch, è una parola multicolore e racchiude arte, abilità, mestiere, ingegno, immaginazione, forma, espressione e inventiva di qualsiasi arte o mestiere. Allo stesso modo uno Shilpin, osserva Kramrisch, è una complessa parola sanscrita, che descrive qualsiasi persona che incarna arte, scienza, cultura, abilità, ritmo e impiega principi creativi per produrre qualsiasi forma divina di espressione. I Silpin che costruirono templi indù, così come le opere d'arte e la scultura al loro interno, erano considerati dagli antichi testi sanscriti per dispiegare arti il cui numero è illimitato, Kala (tecniche) che erano 64 in numero, e Vidya (scienza) che erano di 32 tipi.
I manuali indù sulla costruzione di templi descrivono l'educazione, le caratteristiche di buoni artisti e architetti. L'educazione generale di uno Shilpin indù nell'antica India comprendeva Lekha o Lipi (alfabeto, lettura e scrittura), Rupa (disegno e geometria), Ganana (aritmetica). Questi sono stati impartiti dai 5 ai 12 anni. Gli studenti avanzati avrebbero continuato negli stadi superiori degli studi Shilpa Sastra fino all'età di 25 anni A parte la competenza tecnica specialistica, i manuali suggeriscono che i migliori Silpin per la costruzione di un tempio indù sono quelli che conoscono l'essenza dei Veda e degli Agama, si considerano studenti, seguono bene i principi delle scienze tradizionali e della matematica, della pittura e della geografia. Inoltre sono gentili, liberi dalla gelosia, giusti, hanno i loro sensi sotto controllo, di indole felice e ardenti in tutto ciò che fanno.
Secondo Silparatna, il progetto di un tempio indù inizierebbe con uno Yajamana (patrono) e includerebbe uno Sthapaka (guru, guida spirituale e architetto-sacerdote), uno Sthapati (architetto) che progetterebbe l'edificio, un Sutragrahin (geometra) e molti Vardhakin (operai, muratori, pittori, stuccatori, sorveglianti) e Taksaka (scultori). Mentre il tempio è in costruzione, tutti coloro che lavoravano al tempio erano venerati e considerati sacerdotali dal patrono e da altri testimoni della costruzione. Inoltre, era tradizione che tutti gli strumenti e i materiali usati nella costruzione del tempio e tutto il lavoro creativo avessero l'approccio di un sacramento. Ad esempio, se un falegname o uno scultore aveva bisogno di abbattere un albero o tagliare una roccia da una collina, propiziava l'albero o la roccia con preghiere, chiedendo perdono per averlo tagliato dall'ambiente circostante e spiegando il suo intento e scopo. L'ascia usata per tagliare l'albero sarebbe stata unta con burro per ridurre al minimo il danno all'albero. Anche nei tempi moderni, in alcune parti dell'India come Orissa, Visvakarma Puja è una festa rituale ogni anno in cui gli artigiani e gli artisti adorano le loro arti, strumenti e materiali.

## Funzioni sociali dei templi indù
I templi indù servivano come nuclei di importanti funzioni sociali, economiche, artistiche e intellettuali nell'India antica e medievale. Burton Stein afferma che i templi dell'India meridionale gestivano la funzione di sviluppo regionale, come progetti di irrigazione, bonifica dei terreni, soccorsi post-calamità e recupero. Queste attività erano pagate dalle donazioni (melvarum) raccolte dai devoti. Secondo James Heitzman, queste donazioni provenivano da un ampio spettro della società indiana, che andava da re, regine, funzionari del regno a mercanti, sacerdoti e pastori. I templi gestivano anche le terre che gli erano state donate dai suoi devoti alla loro morte. E avrebbero dato lavoro ai più poveri. Alcuni templi avevano un grande tesoro, con monete d'oro e d'argento, e questi templi servivano da banche.

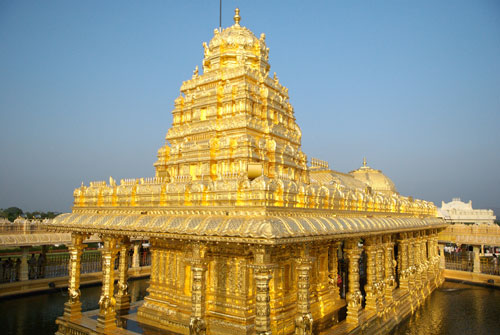
Il Tempio d'oro di Vellore è dorato con 1500 kg di oro zecchino.

I templi indù nel tempo sono diventati ricchi grazie a sovvenzioni e donazioni di mecenati reali e privati. I principali templi divennero datori di lavoro e mecenati dell'attività economica. Hanno sponsorizzato la bonifica dei terreni e il miglioramento delle infrastrutture, afferma Michell, comprese strutture edilizie come serbatoi d'acqua, canali di irrigazione e nuove strade. Un primo documento molto dettagliato del 1101 elenca oltre 600 dipendenti (esclusi i sacerdoti) del Tempio di Brihadisvara, Thanjavur, ancora uno dei più grandi templi del Tamil Nadu. La maggior parte lavorava part-time e riceveva come ricompensa l'uso dei terreni agricoli del tempio. Per coloro che erano così impiegati dal tempio, secondo Michell, "alcuni servizi gratuiti erano generalmente considerati obbligatori, come trascinare i carri del tempio nelle occasioni festive e aiutare quando veniva intrapreso un grande progetto di costruzione". I templi fungevano anche da rifugio durante i periodi di disordini politici e pericoli.
In epoca contemporanea, il processo di costruzione di un tempio indù da parte di emigranti e diaspore dall'Asia meridionale è servito anche come processo di costruzione di una comunità, un luogo sociale per fare rete, ridurre i pregiudizi e cercare insieme i diritti civili.

### Biblioteca di manoscritti
John Guy e Jorrit Britschgi affermano che i templi indù fungevano da centri in cui gli antichi manoscritti venivano abitualmente utilizzati per l'apprendimento e dove i testi venivano copiati quando si consumavano. Nel sud dell'India, i templi e i meticci associati svolgevano funzioni di custodia e un gran numero di manoscritti sulla filosofia, la poesia, la grammatica e altri argomenti indù furono scritti, moltiplicati e conservati all'interno dei templi. Le prove archeologiche ed epigrafiche indicano l'esistenza di biblioteche chiamate Sarasvati-bhandara, datate forse all'inizio del XII secolo e che impiegano bibliotecari, annesse ai templi indù.
Manoscritti di foglie di palma chiamati lontar in biblioteche di pietra dedicate sono stati scoperti dagli archeologi nei templi indù di Bali in Indonesia e nei templi cambogiani del X secolo come Angkor Wat e Banteay Srei.

### Scuole del tempio
Iscrizioni del IV secolo d.C. suggeriscono l'esistenza di scuole intorno ai templi indù, chiamate Ghatikas o Mathas, dove venivano studiati i Veda. Nel sud dell'India, le scuole vediche del IX secolo annesse ai templi indù erano chiamate Calai o Salai, e queste fornivano vitto e alloggio gratuiti a studenti e studiosi. I templi legati al movimento Bhakti all'inizio del II millennio erano dominati da non bramini. Questi hanno assunto molte funzioni educative, tra cui l'esposizione, la recitazione e i discorsi pubblici di testi sanscriti e vedici. Alcune scuole del tempio offrivano un'ampia gamma di studi, dalle scritture indù ai testi buddisti, grammatica, filosofia, arti marziali, musica e pittura. Nell'VIII secolo, i templi indù fungevano anche da luogo sociale per test, dibattiti, gare a squadre e recital vedici chiamati Anyonyam.

### Ospedali, cucine comunitarie, monasteri
Secondo Kenneth G. Zysk, un professore specializzato in indologia e medicina antica, nel X secolo i matha e i templi indù avevano annesse cure mediche insieme ai loro ruoli religiosi ed educativi. Ciò è evidenziato da varie iscrizioni trovate nel Bengala, Andhra Pradesh e altrove. Un'iscrizione datata al 930 d.C. circa afferma la fornitura di un medico a due matha per prendersi cura dei malati e degli indigenti. Un'altra iscrizione datata al 1069 in un tempio di Visnù nel Tamil Nadu descrive un ospedale annesso al tempio, elencando infermiere, medici, medicine e letti per i pazienti. Allo stesso modo, un'iscrizione su pietra in Andhra Pradesh datata intorno al 1262 menziona la fornitura di un prasutishala (casa di maternità), vaidya (medico), un arogyashala (casa della salute) e un viprasattra (ospizio, cucina) con il centro religioso dove persone provenienti da ogni i ordine sociale potrebbero essere nutriti e curati. Secondo Zysk, sia i monasteri buddisti che i centri religiosi indù fornivano strutture per la cura dei malati e dei bisognosi nel I millennio, ma con la distruzione dei centri buddisti dopo il XII secolo, le istituzioni religiose indù si sono assunte queste responsabilità sociali. Secondo George Michell, i templi indù nel sud dell'India erano attivi centri di beneficenza e fornivano pasti gratuiti a viandanti, pellegrini e devoti, oltre a strutture di accoglienza per studenti e ospedali per i malati.
I templi indù del XV e XVI secolo ad Hampi presentavano spazi di stoccaggio (granaio del tempio, kottara), serbatoi d'acqua e cucine. Molti dei principali luoghi di pellegrinaggio hanno caratterizzato i dharmashala sin dai tempi antichi. Questi erano attaccati ai templi indù, in particolare nel sud dell'India, fornendo un letto e un pasto ai pellegrini. Facevano affidamento su qualsiasi donazione volontaria che il visitatore potesse lasciare e sulle sovvenzioni fondiarie dei governanti locali. Alcuni templi hanno gestito le loro cucine quotidianamente per servire i visitatori e i bisognosi, mentre altri durante i principali raduni o feste della comunità. Gli esempi includono le principali cucine gestite dai templi indù a Udupi (Karnataka), Puri (Orissa) e Tirupati (Andhra Pradesh). La tradizione di condividere il cibo in un tempio più piccolo è tipicamente chiamata prasada.

## Stili
I templi indù si trovano in luoghi diversi, ognuno dei quali incorpora diversi metodi di costruzione e stili:
- Montagna[64] templi come Masrur
- Tempio rupestre[111] come Chandrabhaga, Chalukya[112] ed Ellora
- Tempio con pozzo a gradini come Mata Bhavani, Ankol Mata e Huccimallugudi.[113]
- Templi della foresta[111] come Kasaun e Kusama[114]
- Templi sulla riva del fiume e sulla riva del mare come Somnath.Divinità indù, stile stepwell.

### Templi con pozzi a gradini
Nelle aride parti occidentali dell'India, come il Rajasthan e il Gujarat, le comunità indù costruirono grandi pozzi in elevazione che servivano come unica fonte d'acqua nei mesi asciutti, ma servivano anche come luoghi di incontro sociale e avevano un significato religioso. Questi monumenti scendevano nella terra verso le acque sotterranee, fino a sette piani, e facevano parte di un complesso templare. Questi vav (letteralmente, gradini) avevano intricati rilievi artistici sulle pareti, con numerosi murti e immagini di divinità indù, spiriti dell'acqua e simbolismo erotico. I pozzi a gradini prendono il nome da divinità indù; per esempio, Stepwell di Mata Bhavani, Ankol Mata Vav, Sikotari Vav e altri. Il tempio variava dall'essere una piccola struttura a singola pada (cella) a grandi complessi vicini. Questi pozzi a gradini e i loro complessi del tempio sono stati variamente datati dalla fine del I millennio a.C. all'XI secolo d.C. Di questi, Rani ki vav, con centinaia di rilievi artistici tra cui molti degli avatar della divinità Visnù, è stato dichiarato patrimonio mondiale dell'UNESCO.

### Templi rupestri
L'architettura indiana rupestre si è evoluta nello stile del tempio del Maharashtran nel I millennio d.C. I templi sono scolpiti da un unico pezzo di roccia come un tempio completo o scolpiti in una grotta per assomigliare all'interno di un tempio. Il Tempio di Ellora è un esempio del primo, mentre le Grotte di Elephanta sono rappresentative del secondo stile. Le grotte di Elephanta sono costituite da due gruppi di grotte: il primo è un grande gruppo di cinque grotte indù e il secondo è un gruppo più piccolo di due grotte buddiste. Le grotte indù contengono sculture in pietra scavate nella roccia, che rappresentano la setta indù Shaiva, dedicata al dio Shiva.

## Arti all'interno dei templi indù

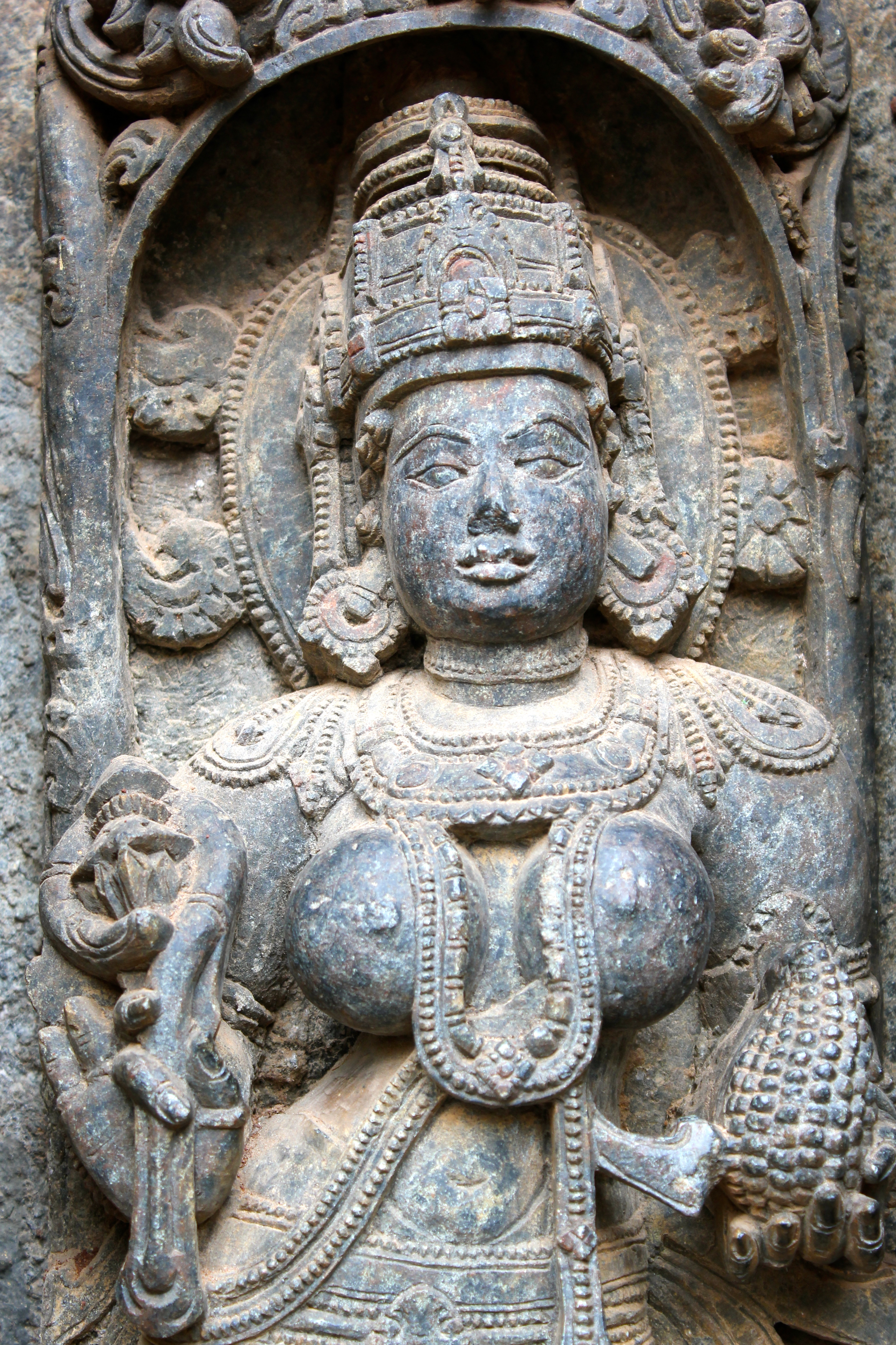
Illustrazione dello stile Chitrardha dell'opera d'arte in un tempio indù.

Un tipico, antico tempio indù ha una profusione di arti: dai dipinti alla scultura, dalle icone simboliche alle incisioni, dalla disposizione ponderata dello spazio alla fusione di principi matematici con il senso indù del tempo e della cardinalità.
Gli antichi testi sanscriti classificano i murti e le immagini in vari modi. Ad esempio, un metodo di classificazione è la dimensionalità del completamento:
- Chitra: immagini tridimensionali e completamente formate
- Chitrardha: immagini incise a mezzo rilievo
- Chitrabhasa: immagini bidimensionali, come dipinti su pareti e tessuti

Un altro modo di classificazione è dallo stato espressivo dell'immagine:
- Raudra o Dugra: sono immagini che dovevano terrorizzare, indurre paura. Questi hanno tipicamente occhi larghi e circolari, portano armi, hanno teschi e ossa come ornamento. Questi murti erano adorati dai soldati prima di andare in guerra, o dalle persone in tempi di angoscia o terrore. I templi delle divinità Raudra non venivano istituiti all'interno di villaggi o città, ma invariabilmente all'esterno e in aree remote di un regno.[118]
- Shanta e saumya: sono immagini pacifiche ed espressive di amore, compassione, gentilezza e altre virtù nel pantheon indù. Queste immagini porterebbero icone simboliche di pace, conoscenza, musica, ricchezza, fiori, sensualità tra le altre cose. Nell'antica India, questi templi erano predominanti all'interno di villaggi e città.[118]

Un tempio indù può includere o meno un murti o immagini, ma di solito i templi più grandi lo fanno. I templi indù personali a casa o in un eremo possono avere un pada per lo yoga o la meditazione, ma essere privi di rappresentazioni antropomorfiche del dio. La natura o altre arti possono circondarlo. Per uno yogin indù, afferma Gopinath Rao, uno che ha realizzato il Sé e il Principio Universale dentro di sé, non c'è bisogno di alcun tempio o immagine divina per l'adorazione. Tuttavia, per coloro che devono ancora raggiungere questa altezza di realizzazione, vengono offerte varie manifestazioni simboliche attraverso immagini, murti e icone, nonché modalità mentali di adorazione come uno dei percorsi spirituali nello stile di vita indù. Alcune antiche scritture indù come la Jabaladarshana Upanishad sembrano sostenere questa idea
अज्ञानं भावनार्थाय प्रतिमाः परिकल्पिताः ॥५९॥
- जाबालदर्शनोपनिषत्»
(Jabaladarsana Upanishad, verso 59)
Tuttavia, i devoti che aspirano a una relazione personale con il Signore Supremo, che adorano in vari modi come Krishna o Shiva, ad esempio, tendono a capovolgere tali visioni gerarchiche dell'autorealizzazione, sostenendo che la forma personale della divinità, come fonte della Brahma-jyoti, o la luce in cui gli impersonalisti, secondo i loro ideali, propongono di fondere se stessi e le loro identità individuali, accetterà benevolmente l'adorazione attraverso un'arca vigraha, una forma autorizzata costruita non secondo l'immaginazione ma nel perseguimento delle direttive scritturali.

## Sviluppo storico e distruzione
Un certo numero di antichi testi indiani suggeriscono la prevalenza di murtis, templi e santuari nel subcontinente indiano per migliaia di anni. Ad esempio, i templi del regno di Koshala sono menzionati nel Valmiki Ramayana (stime di vari studiosi recenti per la prima fase del testo vanno dal VII al IV secolo a.C., con fasi successive che si estendono fino al III secolo d.C. ) Il testo del V secolo a.C., Astadhyayi, menziona divinità maschili arcas o murtis di Agni, Indra, Varuna, Rudra, Mrda, Pusa, Surya e Soma adorate, così come l'adorazione di arcas di dee femminili come Indrani, Varunani, Usa, Bhavani, Prthivi e Vrsakapayi. Il " Mahabhasya " di Patanjali del II secolo a.C. descrive ampiamente i templi di Dhanapati (divinità della ricchezza e della finanza, Kubera), così come i templi di Rama e Kesava, in cui il culto includeva danza, musica e ampi rituali. Il Mahabhasya descrive anche i rituali per Krishna, Visnu e Siva. Un'immagine recuperata da Mathura, nel nord dell'India, è stata datata al II secolo a.C. L'Arthashastra di Kautilya del IV secolo a.C. descrive una città di templi, ognuno dei quali custodisce varie divinità vediche e puraniche. Tutte e tre queste fonti hanno nomi comuni, descrivono rituali, simbolismo e significato comuni, forse suggerendo che l'idea di murtis, templi e santuari passasse da una generazione all'altra, nell'antica India, almeno dal IV secolo a.C. I templi più antichi, suggeriscono gli studiosi, erano costruiti in mattoni e legno. La pietra divenne in seguito il materiale da costruzione preferito.
La prima letteratura giainista e buddista, insieme all'Arthashastra di Kautilya, descrive strutture, abbellimenti e disegni di questi templi, tutti con motivi e divinità attualmente prevalenti nell'induismo. Bassorilievi e murtis sono stati trovati dal II al III secolo, ma nessuna delle strutture del tempio è sopravvissuta. Gli studiosi teorizzano che quegli antichi templi dell'India, in seguito indicati come templi indù, fossero modellati sulla struttura domestica: una casa o un palazzo. Al di là dei santuari, la natura era venerata, in forme come alberi, fiumi e stupa, prima del tempo di Buddha e Vardhamana Mahavira. Quando il giainismo e il buddismo si diramarono dalla tradizione religiosa che in seguito sarebbe stata chiamata induismo, le idee, i progetti e i piani degli antichi santuari dell'era vedica e delle Upanishad furono adottati e evoluti, probabilmente dallo sviluppo competitivo di templi e arti nel giainismo e nel buddismo. Antichi rilievi trovati finora, afferma Michael Meister, suggeriscono cinque modelli di santuari di base e loro combinazioni nel I millennio a.C.:
1. Una piattaforma rialzata con o senza simbolo
2. Una piattaforma rialzata sotto un ombrello
3. Una piattaforma rialzata sotto un albero
4. Una piattaforma rialzata racchiusa da una ringhiera
5. Una piattaforma rialzata all'interno di un padiglione a pilastri

Molti di questi antichi santuari erano senza tetto, alcuni avevano toranas e tetto.

Dal I secolo a.C. al III secolo d.C., aumentano le prove e i dettagli sugli antichi templi. La letteratura antica si riferisce a questi templi come Pasada (o Prasada), stana, mahasthana, devalaya, devagrha, devakula, devakulika, ayatana e harmya . L'ingresso del tempio è indicato come dvarakosthaka in questi antichi testi osserva Meister, la sala del tempio è descritta come sabha o ayagasabha, i pilastri erano chiamati kumbhaka, mentre vedika si riferiva alle strutture al confine di un tempio.

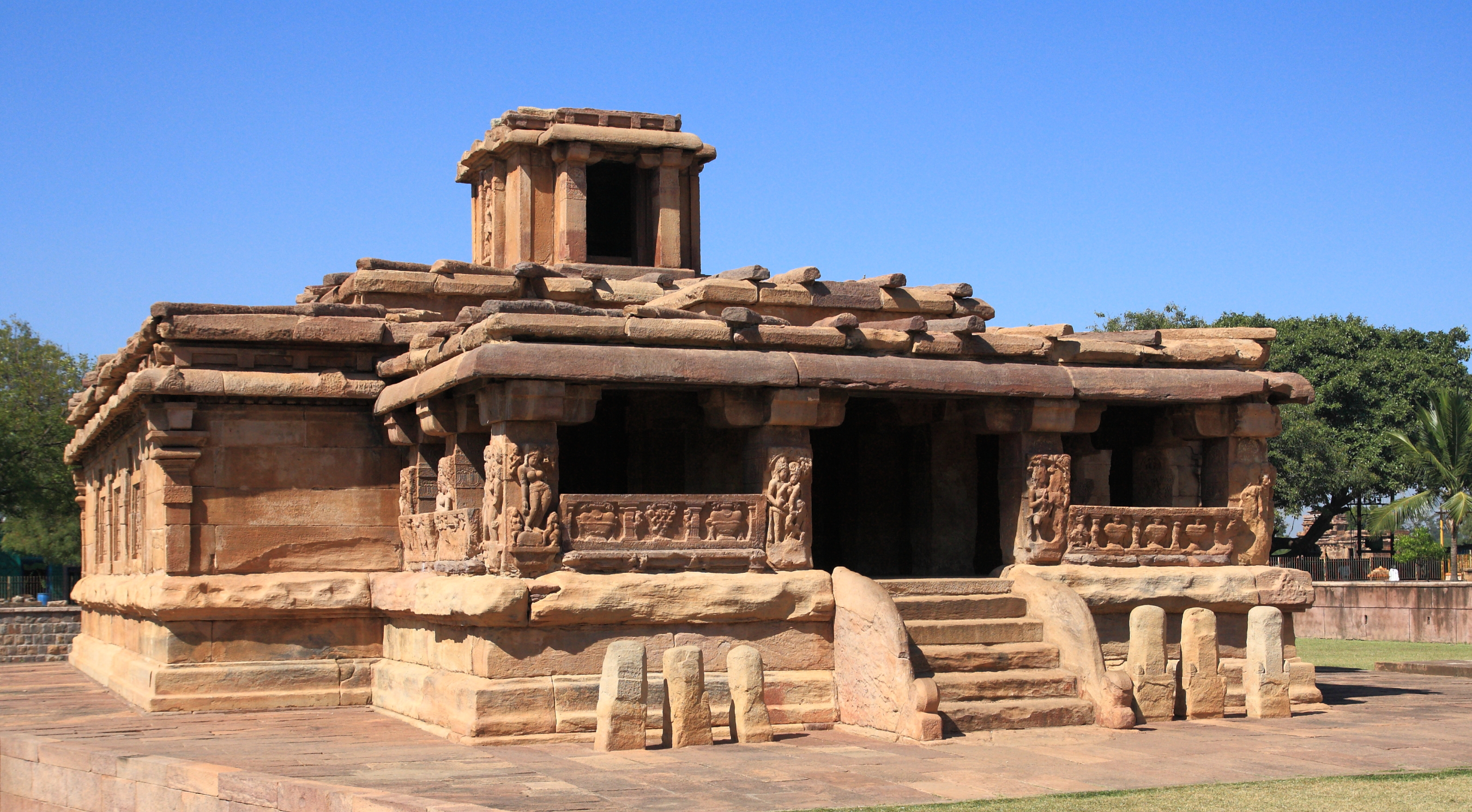
Il tempio di Ladkhan Shiva del V secolo, nel sito del tempio indù-giainista-buddista di Aihole, nel Karnataka.
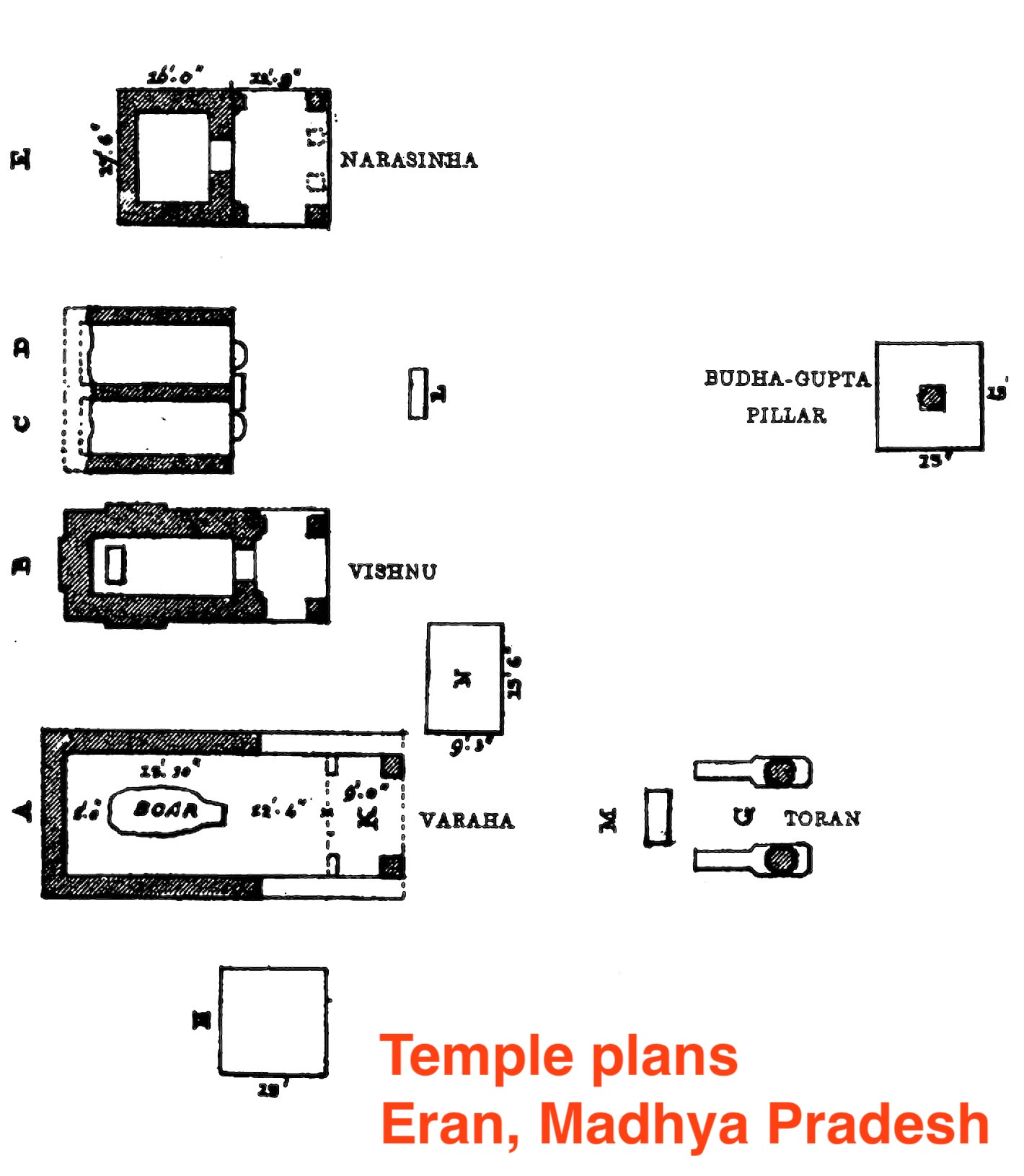
Pianta dei templi del V secolo a Eran, Madhya Pradesh.
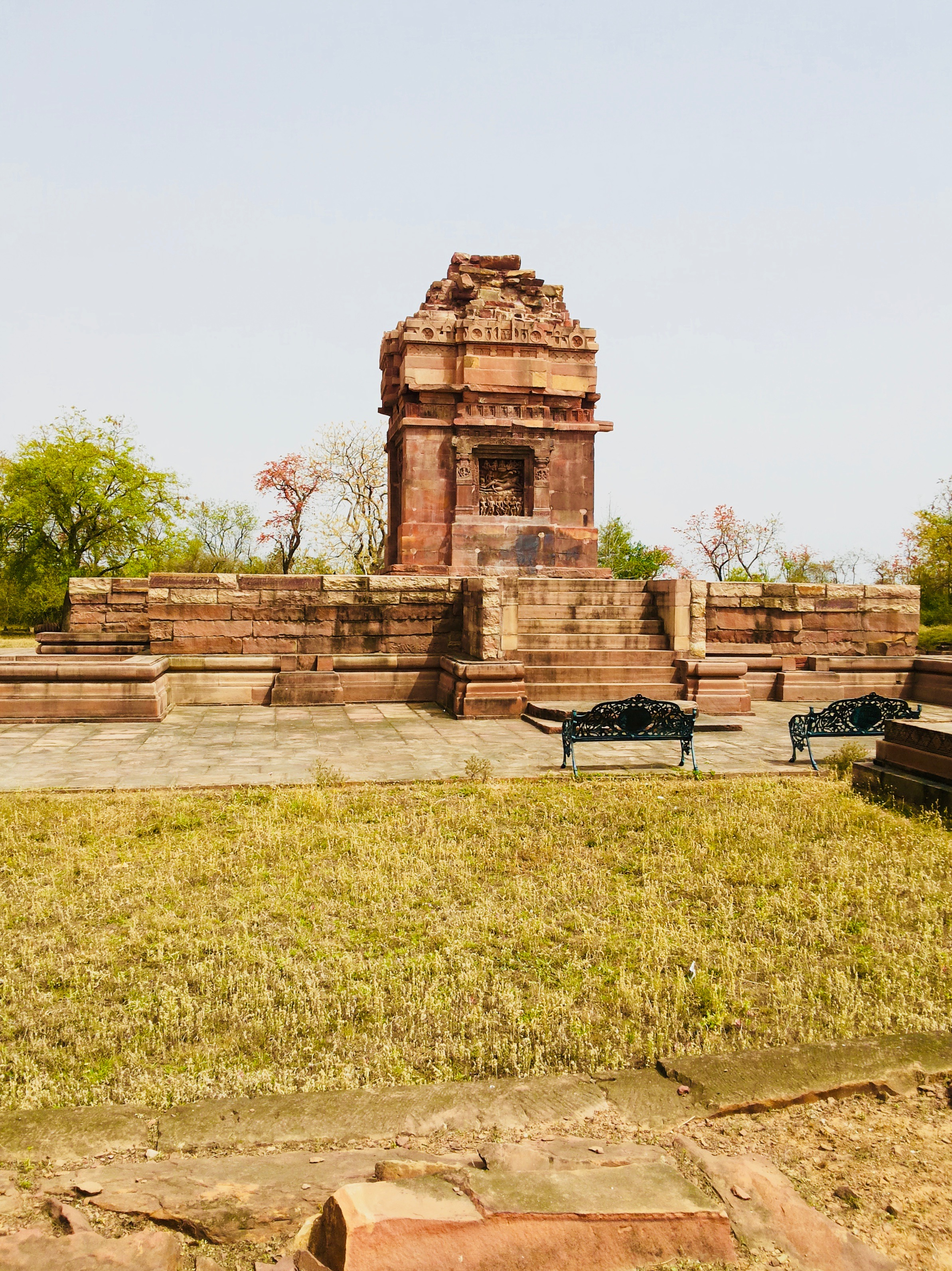
Il tempio Dashavatara dell'inizio del VI secolo nel complesso di Deogarh ha una semplice pianta a una cella.
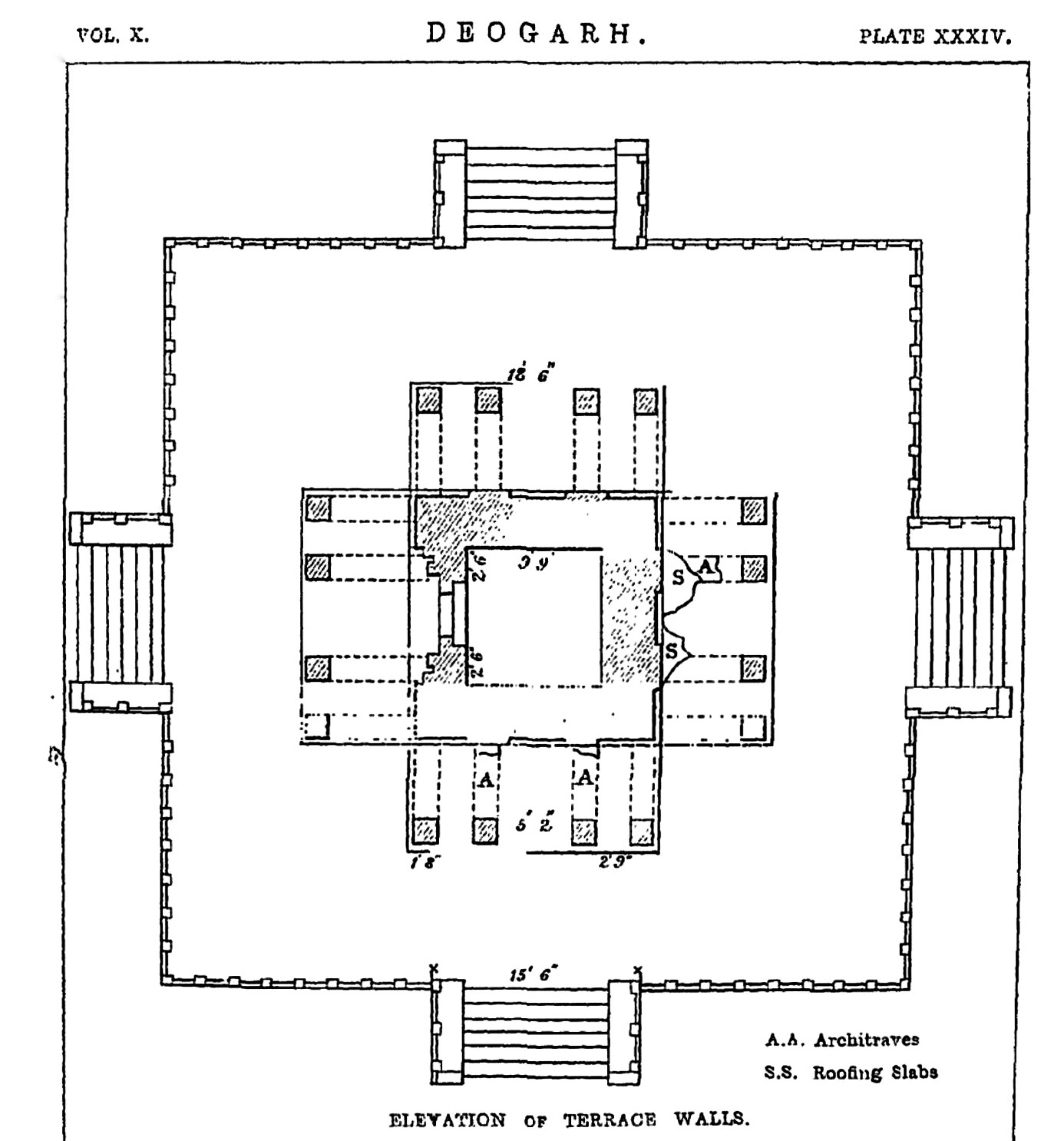
Schizzo del 1880 della pianta di 9 quadrati dello stesso tempio (non in scala o completa). Per disegni migliori:
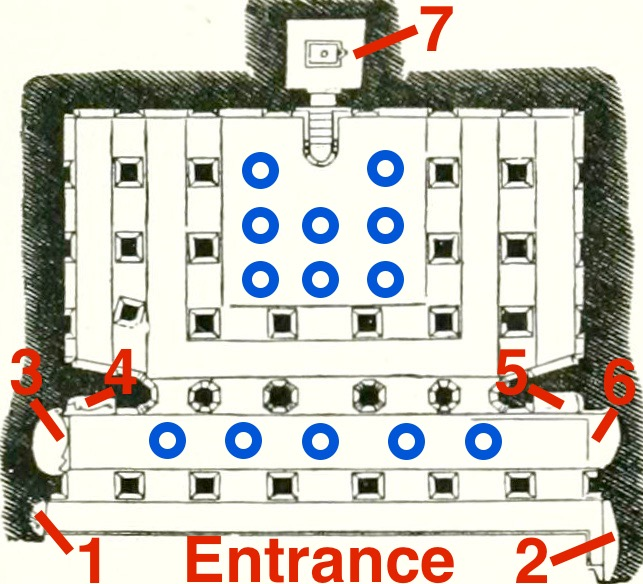
Disposizione del tempio della grotta 3 dei templi rupestri di Badami in stile Chalukyan del VI secolo
Pianta del tempio della grotta principale del VI secolo a Elephanta.
Si pensa che la grotta principale di Elephanta segua questo disegno del mandala.
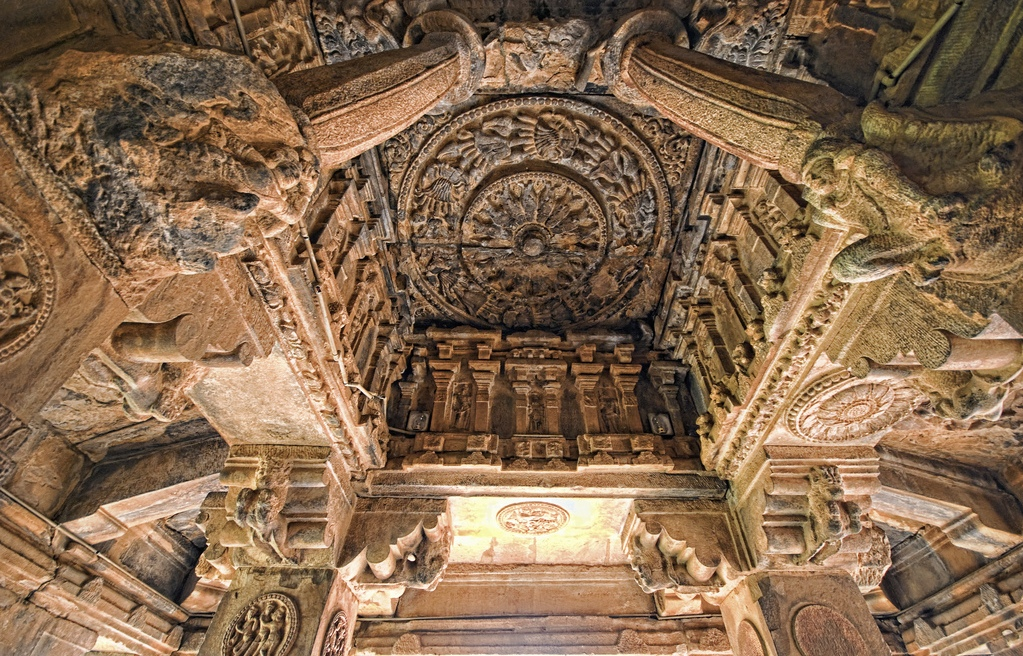
Soffitto di un tempio in stile Chalukyan del VII secolo, sempre ad Aihole.
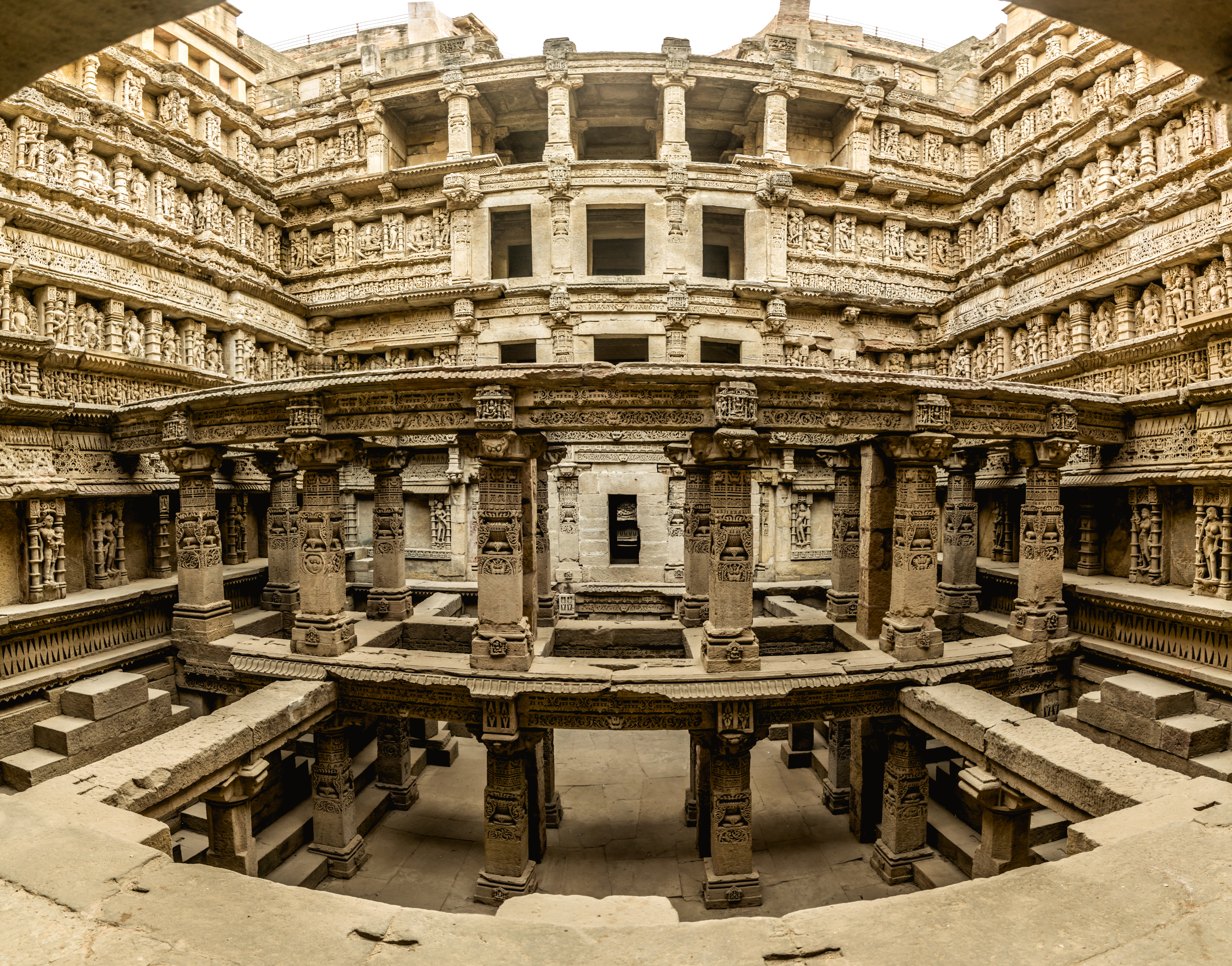
Rani ki Vav è un pozzo a gradini dell'XI secolo, costruito dalla dinastia Chaulukya, situato a Patan . Il pozzo a gradini rimane ben conservato, ma è parzialmente interrato.

Con l'inizio della dinastia Gupta nel IV secolo, i templi indù fiorirono in termini di innovazione, stile, scopo, forma, uso della pietra e nuovi materiali, nonché come sintesi simbolica della cultura e dei principi dharmici con l'espressione artistica. È a questo periodo che vengono attribuite le idee di garbhagrha per Purusa, mandapa per proteggere i devoti e rituali in corso, nonché motivi simbolici relativi al dharma, karma, kama, artha e moksha. Le sovrastrutture del tempio sono state costruite in pietra, mattoni e un'ampia gamma di materiali. Le vie d'ingresso, le pareti e i pilastri erano finemente scolpiti, mentre parti del tempio erano decorate con oro, argento e gioielli. Visnu, Siva e altre divinità furono collocate nei templi indù, mentre buddisti e giainisti costruirono i propri templi, spesso fianco a fianco con gli indù.
Dal IV al VI secolo segnò la fioritura dello stile Vidharbha, le cui realizzazioni sopravvivono nell'India centrale come le grotte di Ajanta, Pavnar, Mandhal e Mahesvar. Nel bacino del fiume Malaprabha, nel sud dell'India, a questo periodo sono attribuiti alcuni dei primi templi in pietra della regione: i templi di Badami Chalukya sono datati al V secolo da alcuni studiosi, e al VI da altri.
Nel corso del VI e VII secolo, i progetti dei templi furono ulteriormente perfezionati durante la dinastia Maurya, la cui prova sopravvive oggi a Ellora e nei templi rupestri di Elephanta.
È dal V al VII secolo d.C. quando il progetto esterno e le apparenze dei templi indù nell'India settentrionale e meridionale iniziarono a divergere ampiamente. Tuttavia, le forme, il tema, il simbolismo e le idee centrali nel progetto della griglia sono rimasti gli stessi, prima e dopo la Pan-India poiché le innovazioni sono state adottate per dare espressioni visive nettamente diverse.
L'architettura Chalukya occidentale della regione Tungabhadra dell'XI e XII secolo del moderno Karnataka centrale comprende molti templi. I pozzi a gradini sono costituiti da un pozzo scavato alla falda, con gradini che scendono verso l'acqua; mentre sono stati costruiti per scopi secolari, alcuni sono anche decorati come templi o fungono da vasca del tempio.
Tra il V e l'XI secolo, i templi indù fiorirono al di fuori del subcontinente indiano, come in Cambogia, Vietnam, Malesia e Indonesia. In Cambogia, l'architettura Khmer ha favorito lo stile della montagna del tempio notoriamente utilizzato ad Angkor Wat, con una guglia prang sopra la cella del santuario. Il candi indonesiano ha sviluppato forme regionali. In quello che è il moderno Vietnam meridionale e centrale, l'architettura Champa costruì templi in mattoni.
Distruzione, conversione e ricostruzione
Molti templi indù sono stati distrutti, alcuni, dopo essere stati ricostruiti, diverse volte. La distruzione deliberata del tempio di solito aveva motivi religiosi. Richard Eaton ha elencato 80 campagne di distruzione del sito del tempio indù che si estendono nel corso dei secoli, in particolare dal XII al XVIII secolo. Altri templi sono serviti come luoghi di culto non indù, dopo la conversione o contemporaneamente all'uso indù.
Nel XII-XVI secolo, durante le conquiste musulmane nel subcontinente indiano e nell'Asia meridionale, i templi indù, insieme ai templi buddisti e giainisti, divennero a intermittenza bersaglio degli eserciti dei sultanati persiani, dell'Asia centrale e indiani. Immaginati da questi fanatici stranieri come semplici idoli, le forme sacre di varie divinità furono spezzate, guglie e pilastri furono abbattuti e i templi furono saccheggiati del loro tesoro. Alcuni templi sono stati convertiti in moschee o parti utilizzate per costruire moschee. Esistono tradizioni sia indiane che musulmane di tolleranza religiosa. I governanti musulmani hanno condotto campagne di distruzione del tempio e hanno proibito le riparazioni ai templi danneggiati, seguendo le tradizioni musulmane. Il Sultanato di Delhi ha distrutto un gran numero di templi; Anche Sikandar l'iconoclasta, sultano del Kashmir, era noto per la sua intolleranza.
L'Inquisizione di Goa del XVI e XIX secolo distrusse centinaia di templi indù. Tutti i templi indù nelle colonie portoghesi in India furono distrutti, secondo una lettera del 1569 negli archivi reali portoghesi. Il conflitto religioso e le profanazioni dei luoghi di culto continuarono durante l'era coloniale britannica. Il libro della storica Sita Ram Goel "Cosa è successo ai templi indù" elenca oltre 2000 siti in cui i templi sono stati distrutti e su di essi sono state costruite moschee. Alcuni storici suggeriscono che circa 30.000 templi furono distrutti dai governanti islamici tra il 1200 e il 1800 d.C. La distruzione dei siti dei templi indù è stata relativamente minore nelle parti meridionali dell'India, come nel Tamil Nadu. Anche i templi indù in stile rupestre scolpiti all'interno di una roccia, nascosti e riscoperti secoli dopo, come il Tempio Kailasa, sono sopravvissuti. Molti sono ora siti del patrimonio mondiale dell'UNESCO.

In India, nel 1991 è stata promulgata la legge sul luogo di culto (disposizioni speciali) che proibiva la conversione di qualsiasi sito religioso dalla religione a cui era dedicato il 15 agosto 1947.

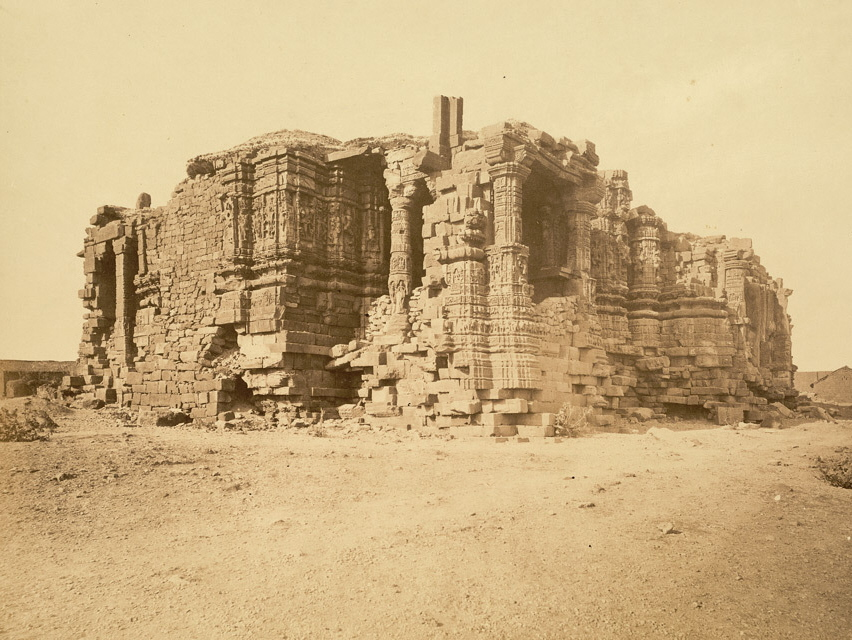
Il tempio di Somnath nel Gujarat è stato ripetutamente distrutto e ricostruito. Qui è mostrato nel 1869, dopo essere stato rovinato per ordine di Aurangzeb nel 1665. Queste rovine furono demolite e il tempio ricostruito negli anni '50.
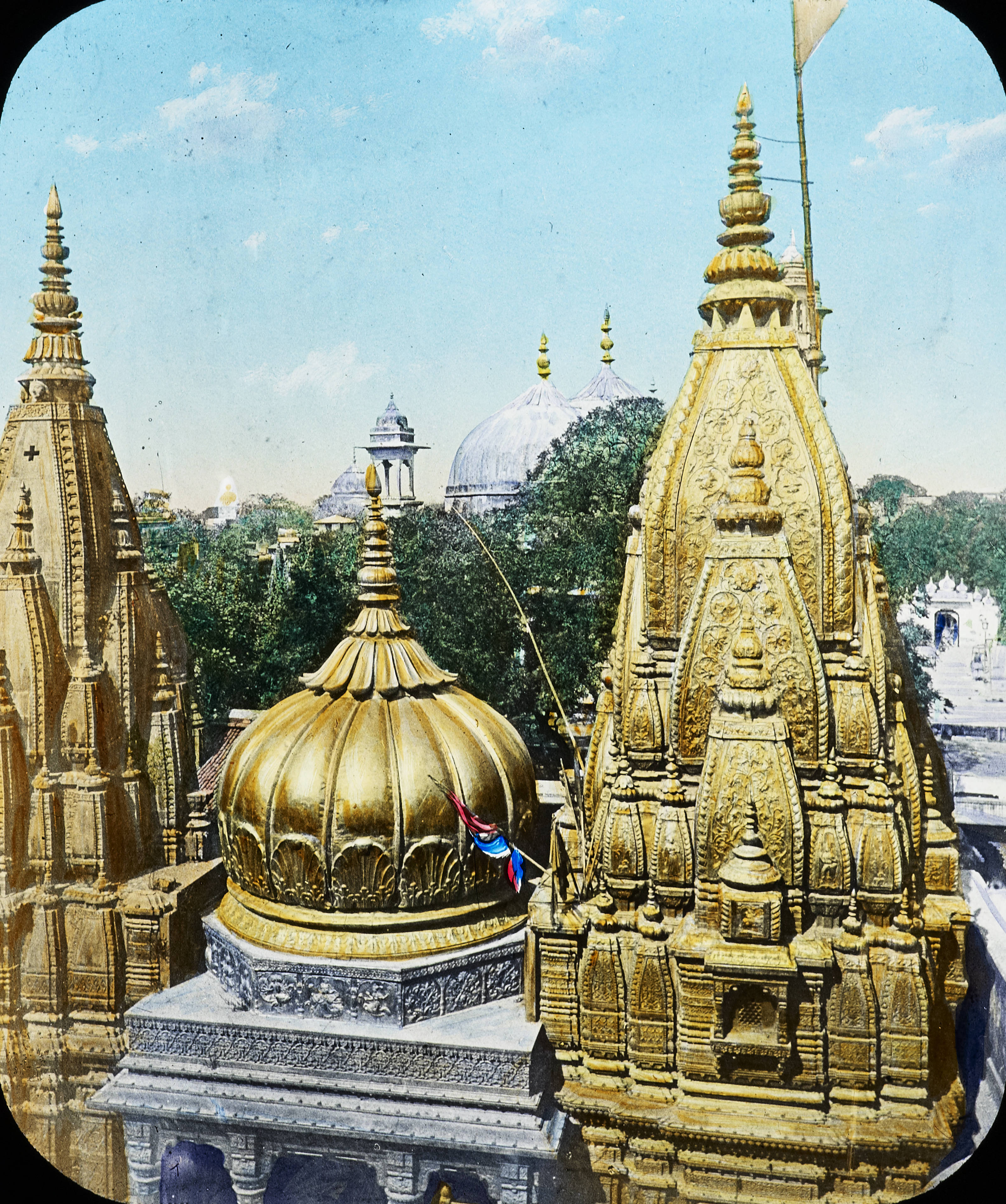
Il tempio Kashi Vishwanath fu distrutto dall'esercito di Qutb ud-Din Aibak nel 1194 d.C. Da allora, è stato demolito due volte (nel 1400 e nel 1669 d.C.) e ricostruito quattro volte (nel 1200, due volte nel 1500 sotto Akbar e nel 1800). Viene mostrato l'attuale tempio del 1800, con le cupole bianche e il minareto della Moschea Gyanvapi del 1600 situata sullo sfondo. La tonnellata d'oro per il tetto del tempio fu donata da Ranjit Singh nel 1835.
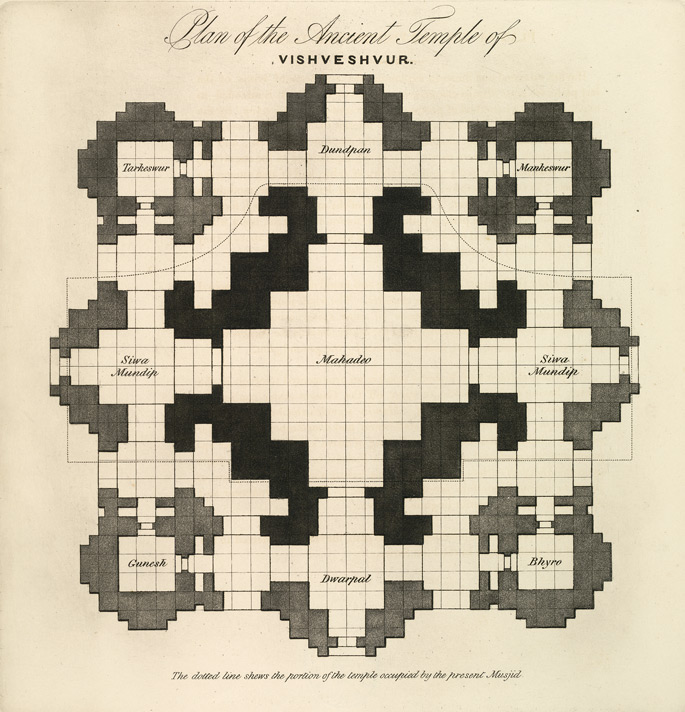
Fu finanziata una ricostruzione del 1832 del tempio Akbar del 1500. James Prinsep ha basato la ricostruzione sulle fondamenta della Moschea Gyanvapi. Molti templi indù furono ricostruiti come moschee tra il XII e il XVIII secolo d.C.
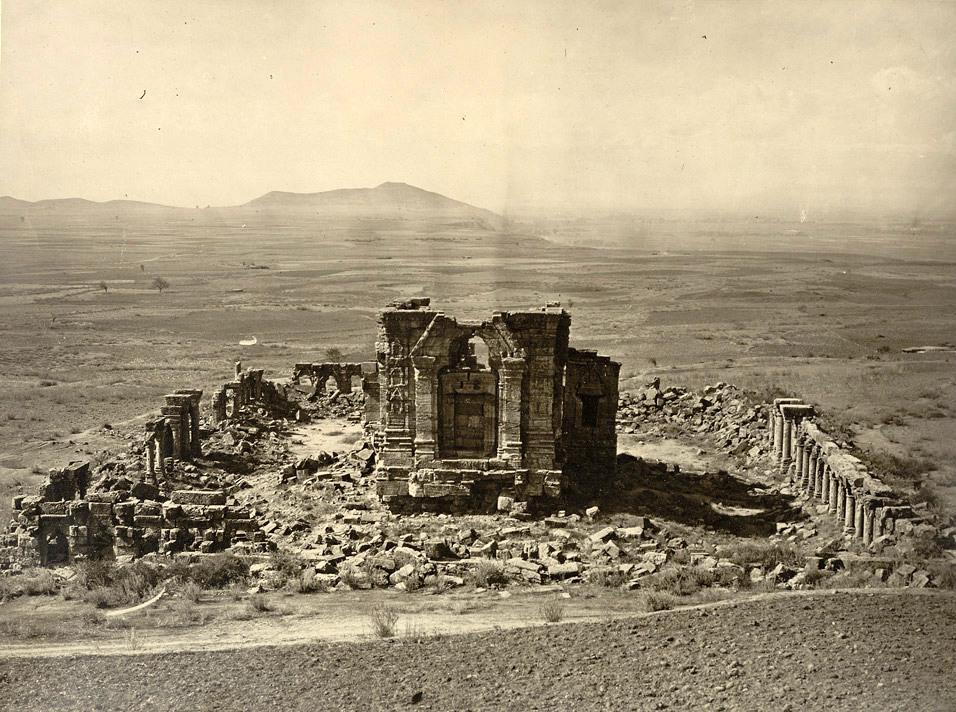
Rovine del Tempio del Sole di Martand dopo essere stato distrutto per ordine del Sultano del Kashmir, Sikandar l'Iconoclasta, all'inizio del XV secolo, con demolizione durata un anno.
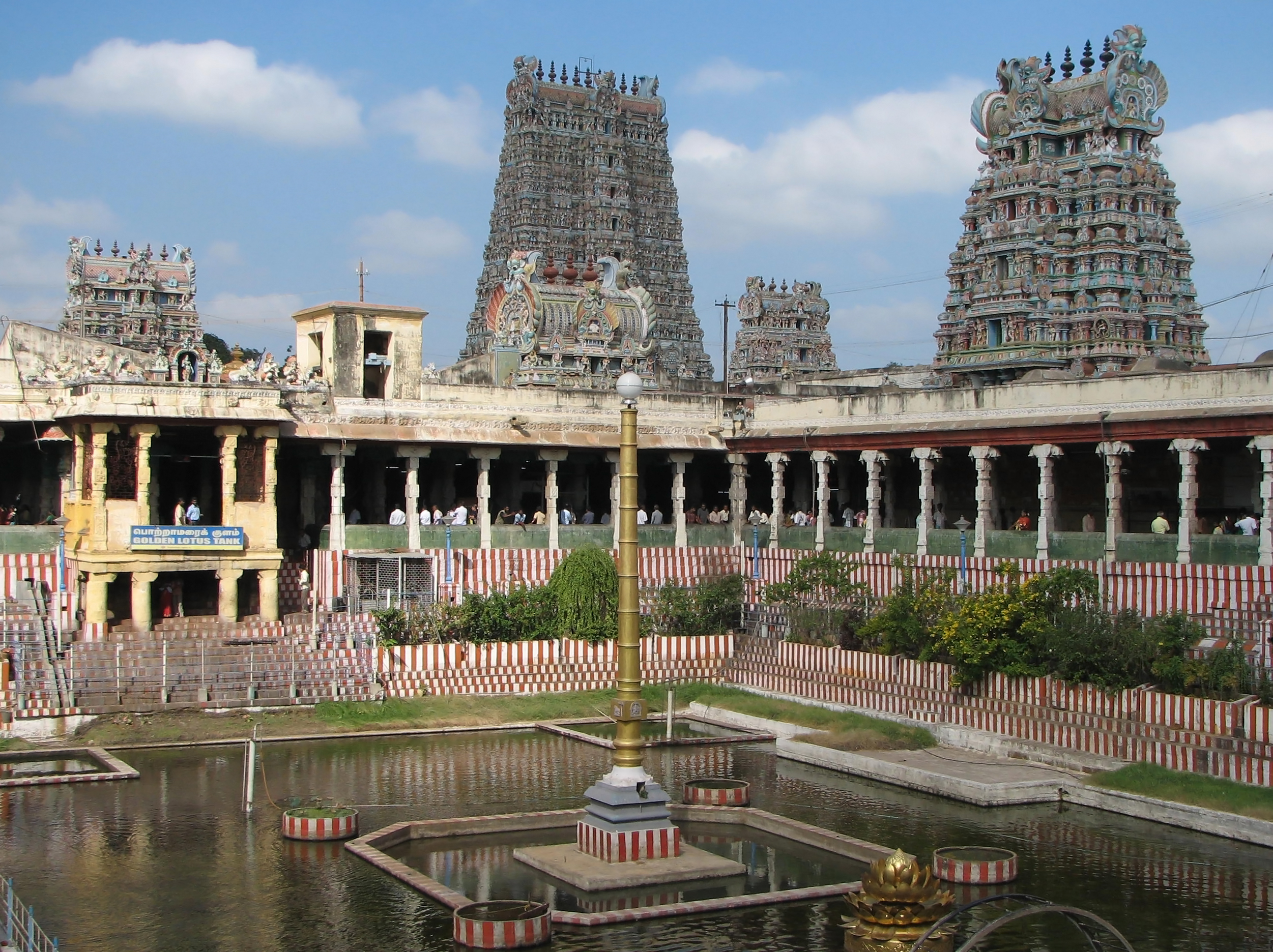
Nel XIV secolo, gli eserciti del Sultanato di Delhi, guidati da Malik Kafur, saccheggiarono il Tempio di Meenakshi e lo saccheggiarono dei suoi oggetti di valore; fu ricostruito e ampliato nel XVI secolo.
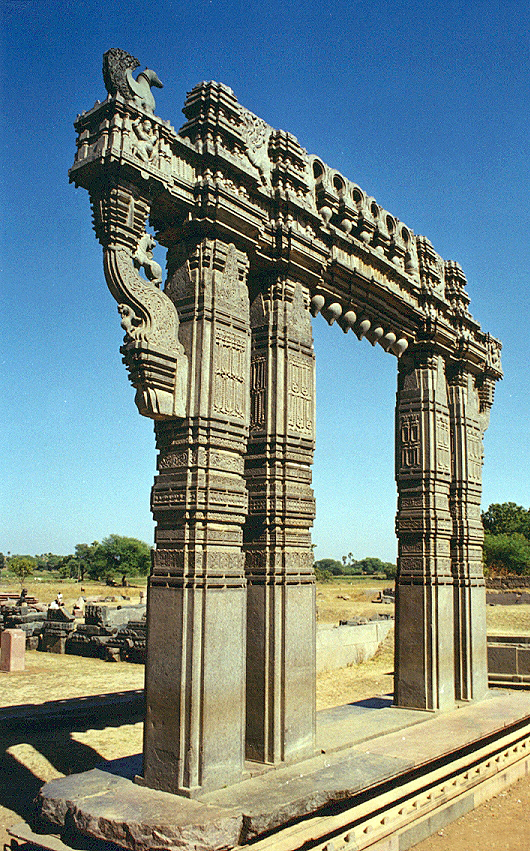
Kakatiya Kala Thoranam (la Porta di Warangal) costruita nel XII secolo dalla dinastia Kakatiya; il complesso del tempio di Warangal Fort fu distrutto nel 1300 dal Sultanato di Delhi.
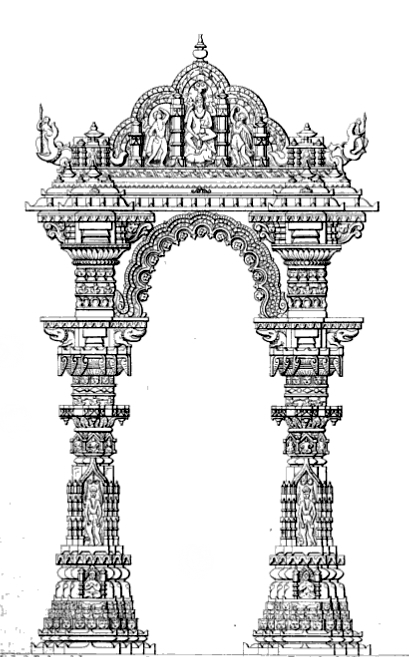
Rappresentazione artistica del Kirtistambh, una parte superstite del tempio Rudra Mahalaya del X-XI secolo. Il tempio fu in parte distrutto dal sultano di Delhi, Alauddin Khalji, nel 1296 d.C., con una parte trasformata in moschea e altre parti distrutte da Ahmed Shah I nel XV secolo.
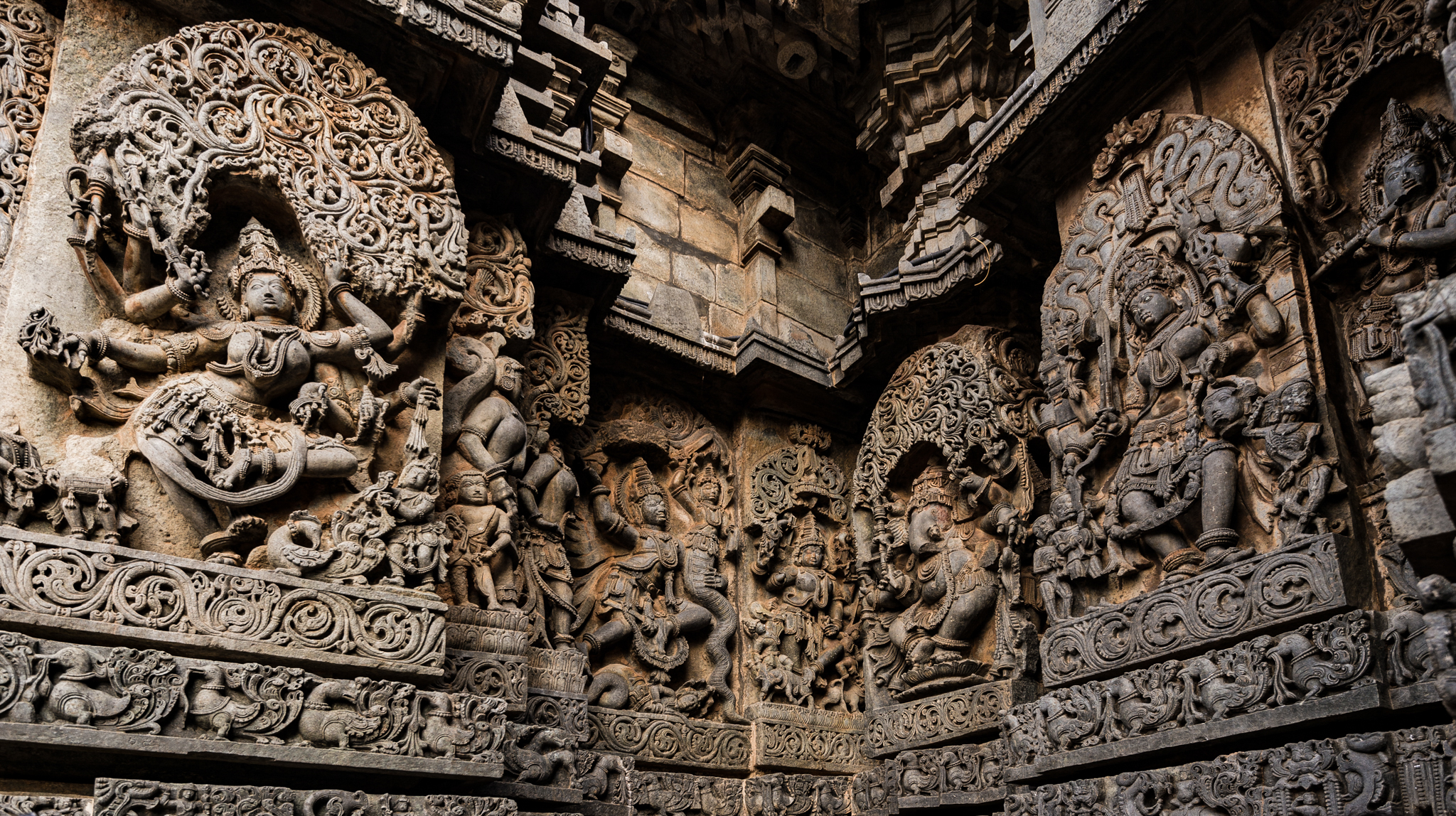
Rilievi delle pareti esterne del tempio di Hoysaleswara . Il tempio fu saccheggiato e saccheggiato due volte dal Sultanato di Delhi all'inizio del XIV secolo e abbandonato a metà del XIV secolo.
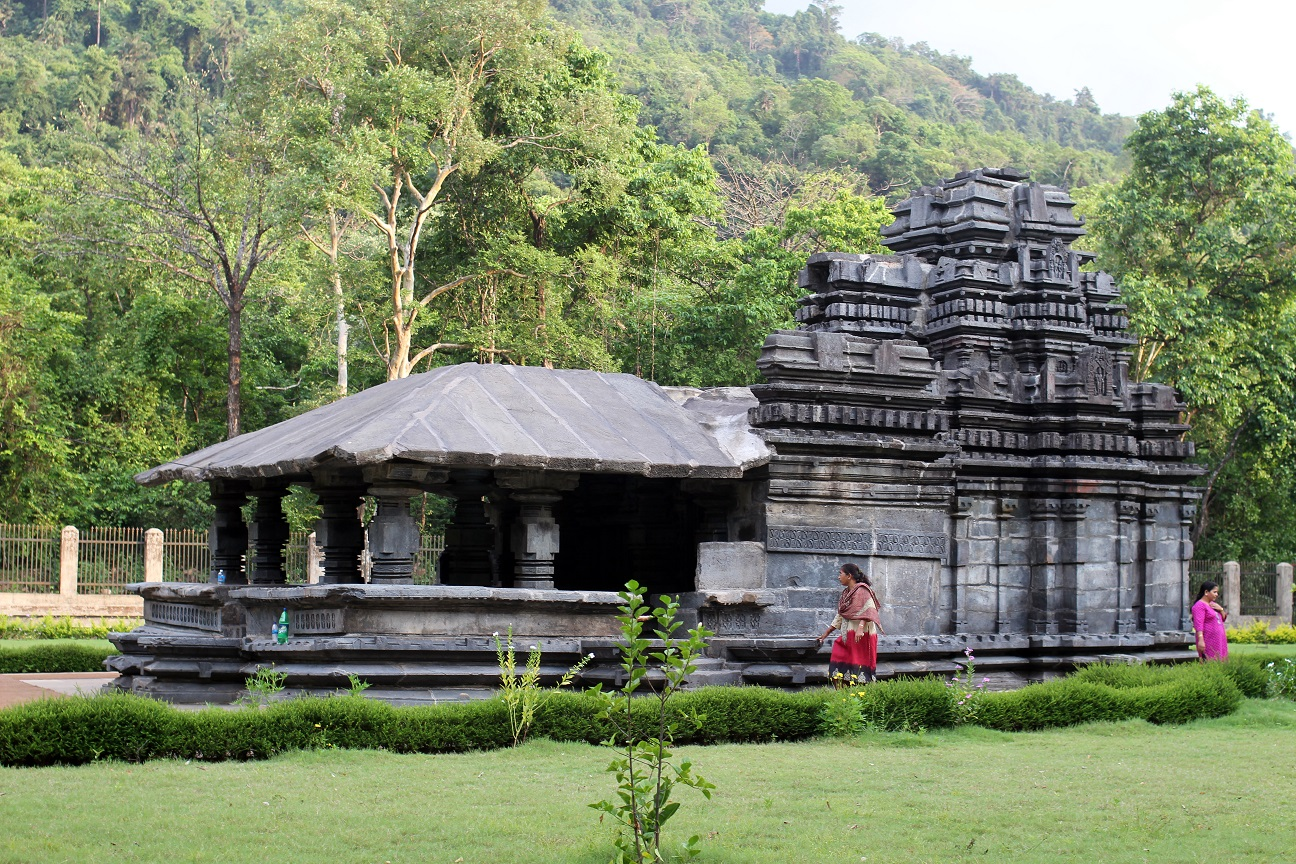
Il Tempio di Mahadev del XII secolo è l'unico tempio del periodo Kadamba sopravvissuto all'Inquisizione di Goa.

## Usanze e galateo

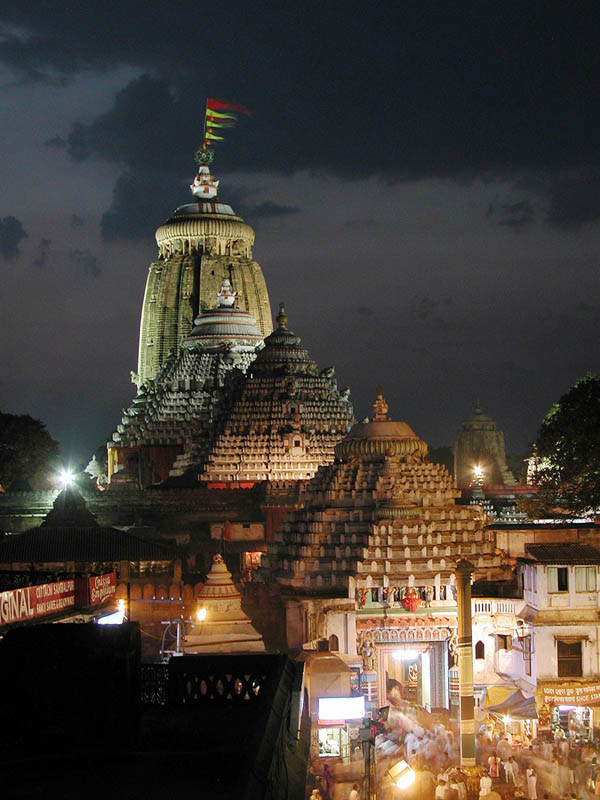
Jagannath Temple at Puri, one of Char Dham: the four main spiritual centers of Hinduism.

I costumi e l'etichetta variano in tutta l'India. I devoti nei templi più importanti possono portare offerte simboliche per la puja. Ciò include frutta, fiori, dolci e altri simboli della generosità del mondo naturale. I templi in India sono solitamente circondati da piccoli negozi che vendono queste offerte.
Quando sono all'interno del tempio, i devoti tengono entrambe le mani giunte (namaste mudra). Il santuario interno, dove risiedono i murti, è noto come garbhagriha. Simboleggia il luogo di nascita dell'universo, il luogo d'incontro degli dei e dell'umanità e la soglia tra il mondo trascendentale e quello fenomenico. È in questo santuario interiore che i devoti cercano il darsana dove offrono preghiere. I devoti possono o meno essere in grado di presentare personalmente le loro offerte ai piedi della divinità. Nella maggior parte dei grandi templi indiani, solo i pujari (sacerdoti) possono entrare nel santuario principale.
Il personale di gestione del tempio in genere annuncia gli orari di apertura, compresi gli orari per puja speciali. Questi tempi e la natura della puja speciale variano da tempio a tempio. Inoltre, potrebbero esserci orari appositamente assegnati ai devoti per eseguire circumambulazioni (o pradakshina) intorno al tempio.
Ai visitatori e ai fedeli dei grandi templi indù potrebbe essere richiesto di depositare le loro scarpe e altre calzature prima di entrare. Dove ciò è previsto, i templi forniscono un'area e aiutano il personale a riporre le calzature. I codici di abbigliamento variano. È consuetudine nei templi del Kerala che gli uomini si tolgano le camicie e coprano pantaloni e pantaloncini con un panno tradizionale noto come Vasthiram. A Giava e Bali (Indonesia), prima di entrare nelle parti più sacre di un tempio indù, sono richieste camicie e Sarong intorno alla vita. In molti altri luoghi, questa formalità non è necessaria.

## Variazioni regionali nei templi indù

### Architettura Nagara dei templi dell'India settentrionale
I templi dell'India settentrionale sono indicati come lo stile Nagara dell'architettura. Hanno il sanctum sanctorum dove è presente la divinità, aperto su un lato da dove il devoto ottiene il darśana. Potrebbero esserci o meno molti altri corridoi, sale, ecc. Tuttavia, ci sarà spazio per i devoti per fare il giro del tempio in senso orario. Nei templi dell'India settentrionale, le torri più alte sono costruite sopra il sanctum sanctorum in cui è installata la divinità.
Lo stile Nagara dei templi dell'India settentrionale utilizza spesso il tema frattale, in cui parti più piccole del tempio sono esse stesse immagini o riorganizzazioni geometriche del grande tempio, un concetto che in seguito ispirò l'architettura francese e russa come il principio della matrioska. Una differenza è l'ambito e la cardinalità, dove le strutture dei templi indù dispiegano questo principio in ogni dimensione con garbhgriya come locus principale, e ogni pada così come le zone che servono come centri aggiuntivi di loci. Questo rende l'architettura di un tempio indù di Nagara simbolicamente un'espressione perenne di movimento e tempo, di crescita centrifuga fusa con l'idea di unità in tutto.

### Templi nel Bengala occidentale

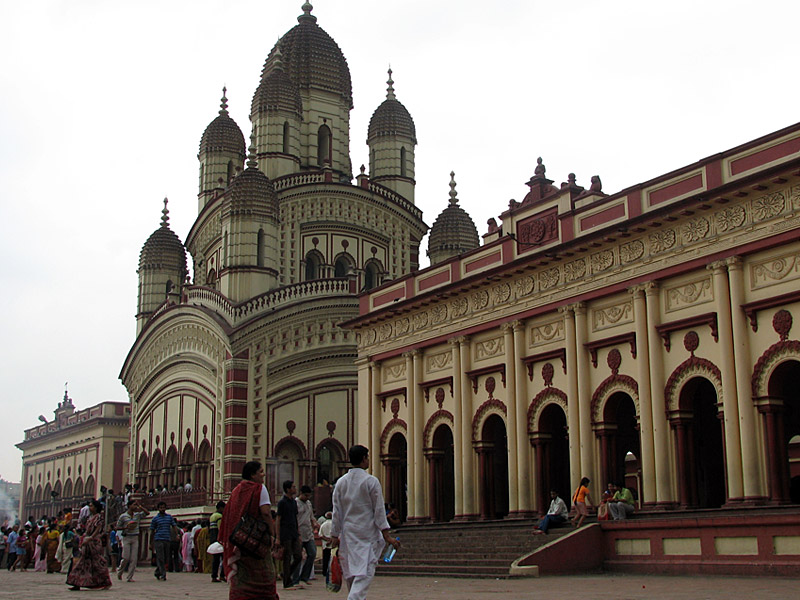
Tempio di Dakshineswar Kali, Calcutta

Nel Bengala occidentale si trova l'architettura del tempio in terracotta bengalese. A causa della mancanza di pietra adatta nel terreno alluvionale disponibile localmente, i costruttori di templi dovettero ricorrere ad altri materiali invece della pietra. Ciò ha dato origine all'uso della terracotta come mezzo per la costruzione del tempio. Gli esterni in terracotta con ricchi intagli sono una caratteristica unica dei templi bengalesi. La città di Vishnupur nel Bengala occidentale è rinomata per questo tipo di architettura. C'è anche uno stile di costruzione popolare noto come Navaratna (a nove torri) o Pancharatna (a cinque torri). Un esempio di stile Navaratna è il tempio di Dakshineswar Kali .

### Templi a Orissa
L'architettura del tempio di Orissa è conosciuta come architettura Kalinga, classifica la guglia in tre parti, il Bāḍa (arto inferiore), il Ganḍi (corpo) e il Cuḷa/Mastaka (testa). Ogni parte è decorata in modo diverso. L'architettura di Kalinga è uno stile che fiorì a Kalinga, il nome del regno che comprendeva l'antica Orissa. Comprende tre stili: Rekha Deula, Pidha Deula e Khakhara Deula. I primi due sono associati ai templi di Vishnu, Surya e Shiva, mentre il terzo è principalmente associato ai templi di Chamunda e Durga. Il Rekha Deula e il Khakhara Deula ospitano il sanctum sanctorum, mentre lo stile Pidha Deula include lo spazio per le danze esterne e le sale per le offerte.

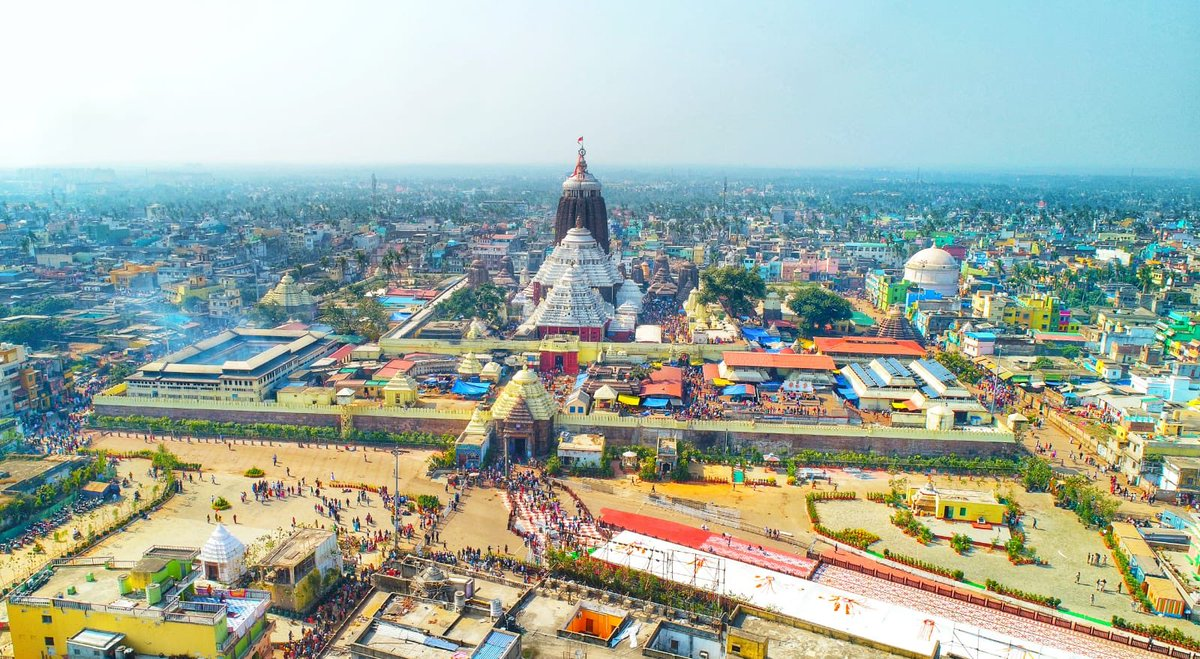
Vista a volo d'uccello di uno dei quattro Char Dhams, il tempio di Jagannath a Puri, Orissa costruito utilizzando l'architettura Kalinga.

### Templi di Goa e altri templi Konkani

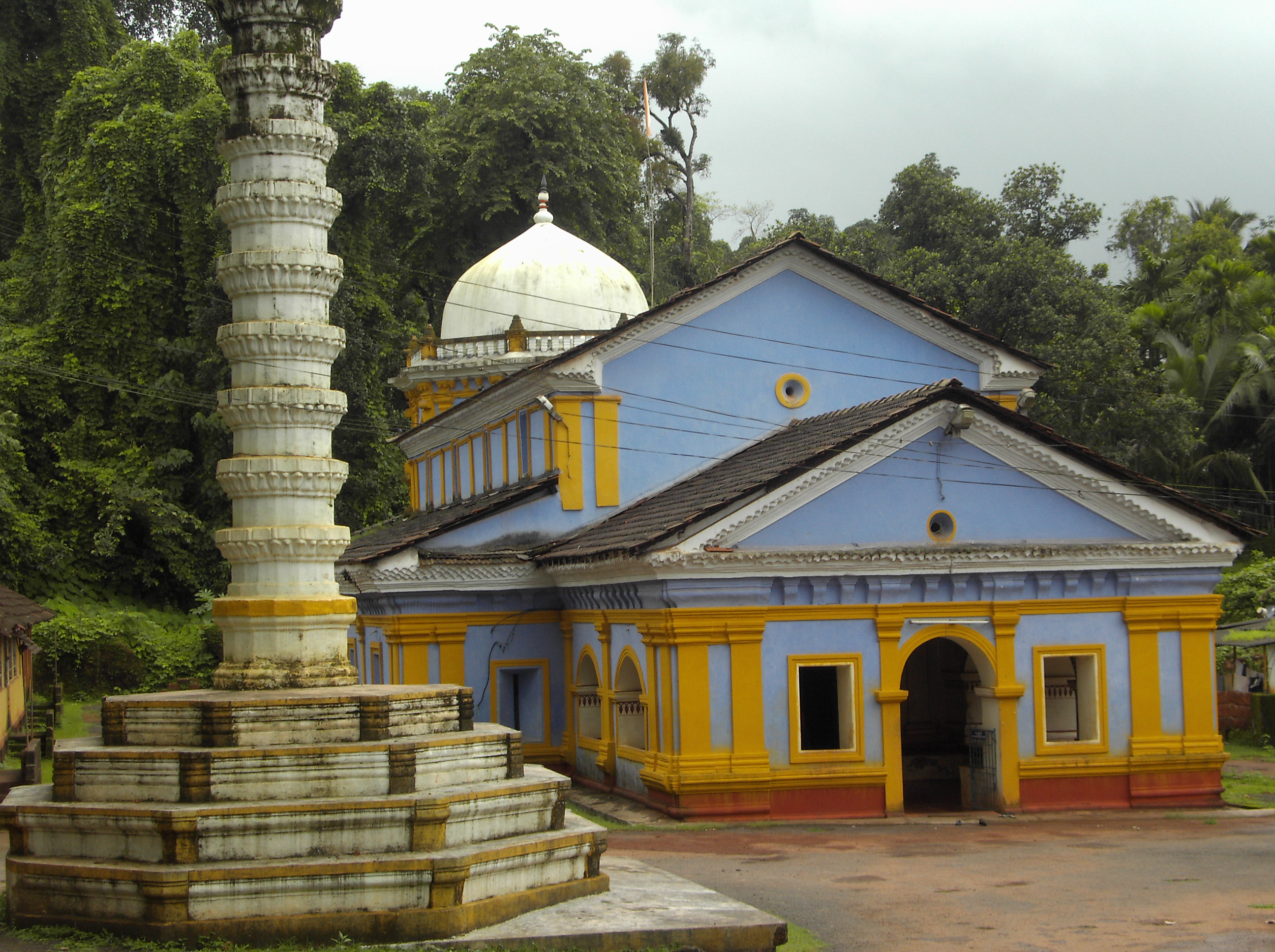
Tempio di Saptakoteshwar, Goa.

L'architettura del tempio di Goa è piuttosto unica. Con l'aumentare dell'egemonia coloniale portoghese, i templi indù di Goa divennero il punto di raccolta della resistenza locale. Molti di questi templi non hanno più di 500 anni e sono una miscela unica di architettura originale del tempio di Goa, stili di templi dravidici, Nagar e Hemadpanthi con alcune influenze architettoniche britanniche e portoghesi. I templi di Goa sono stati costruiti utilizzando rocce sedimentarie, legno, calcare e tegole di argilla e per i tetti sono state utilizzate lastre di rame. Questi templi erano decorati con arte murale chiamata Kavi kala o arte ocra. Gli interni presentano murali e sculture in legno raffiguranti scene della mitologia indù.

### Templi dell'India meridionale e dello Sri Lanka
I templi dell'India meridionale hanno un grande gopuram, una torre monumentale, solitamente decorata, all'ingresso del tempio. Ciò costituisce una caratteristica importante di Koils, templi indù dello stile dravidico. Sono sormontati dal kalasam, un pinnacolo di pietra a forma di bulbo. Funzionano come porte attraverso le mura che circondano il complesso del tempio. Le origini del gopuram possono essere fatte risalire alle prime strutture dei re Tamil Pallavas; e nel XII secolo, sotto i governanti Pandya, queste porte divennero una caratteristica dominante dell'aspetto esterno di un tempio, oscurando infine il santuario interno che fu chiuso alla vista dalle dimensioni colossali del gopuram. Ha anche dominato il santuario interno con una grande quantità di ornamenti. Spesso un santuario ha più di un gopuram. Appaiono anche nell'architettura al di fuori dell'India, in particolare nell'architettura Khmer, come ad Angkor Wat. Un koil può avere più gopuram, tipicamente costruiti in più pareti su livelli attorno al santuario principale. Le pareti del tempio sono tipicamente quadrate con il muro più esterno con gopura. Il sanctum sanctorum e il suo tetto imponente (il santuario della divinità centrale) sono anche chiamati vimanam. Il santuario interno ha un accesso limitato con solo i sacerdoti ammessi oltre un certo punto.

#### Templi nel Kerala

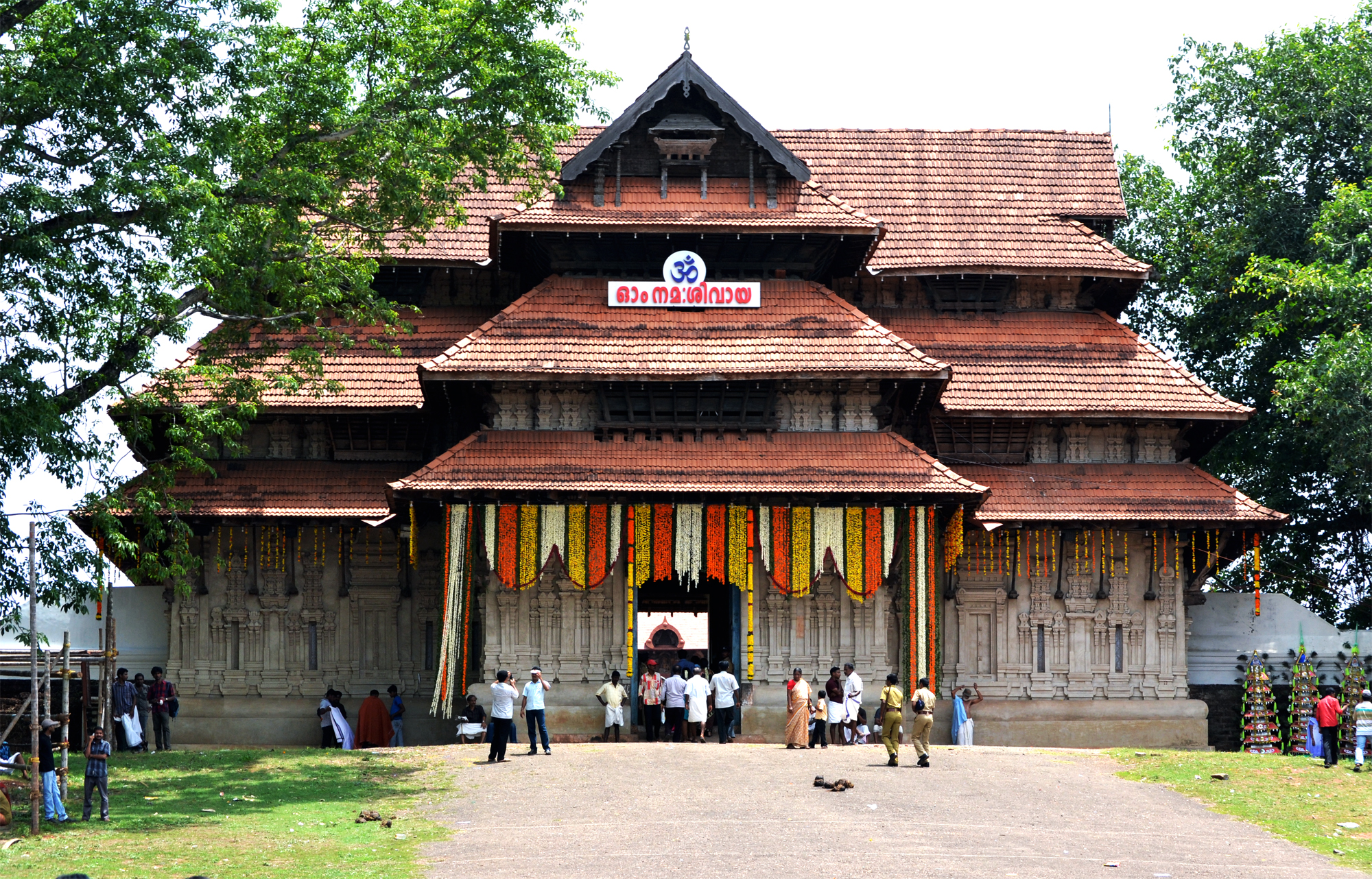
Tempio di Vadakkunnathan a Thrissur, Kerala.

I templi nel Kerala hanno uno stile architettonico diverso (mantenendo la stessa essenza di Vastu), soprattutto a causa delle differenze climatiche che il Kerala ha con altre parti dell'India con maggiori precipitazioni. Il tetto del tempio è per lo più piastrellato ed è inclinato e le pareti sono spesso quadrate, il santuario più interno è interamente racchiuso in altre quattro mura a cui entra solo il pujari (sacerdote). Le pareti sono decorate con dipinti murali o sculture rupestri che molte volte sono enfatizzate su Dwarapalakas.

#### Templi nel Tamil Nadu
La costruzione del tempio raggiunse il suo apice durante il dominio di Pallavas. Costruirono vari templi intorno a Kancheepuram e Narasimhavarman II costruì il Thirukadalmallai e il Tempio Shore a Mamallapuram, patrimonio mondiale dell'UNESCO. Il dominio Pandyas creò templi come il tempio Koodal azhagar e il tempio Meenakshi Amman a Madurai e il tempio Srivilliputhur Andal a Srivilliputhur. [156] I Chola furono prolifici costruttori di templi fin dai tempi del primo re medievale Vijayalaya Chola. I templi di Chola includono il tempio Sri Ranganathaswamy a Srirangam, il tempio Brihadeeshwarar a Tanjore, il tempio Brihadeeshwarar a Gangaikonda Cholapuram e il tempio Airavatesvarar di Darasuram che sono tra i siti del patrimonio mondiale dell'UNESCO. I Nayaks di Madurai hanno ricostruito alcuni dei famosi templi del Tamil Nadu come il Tempio di Meenakshi.

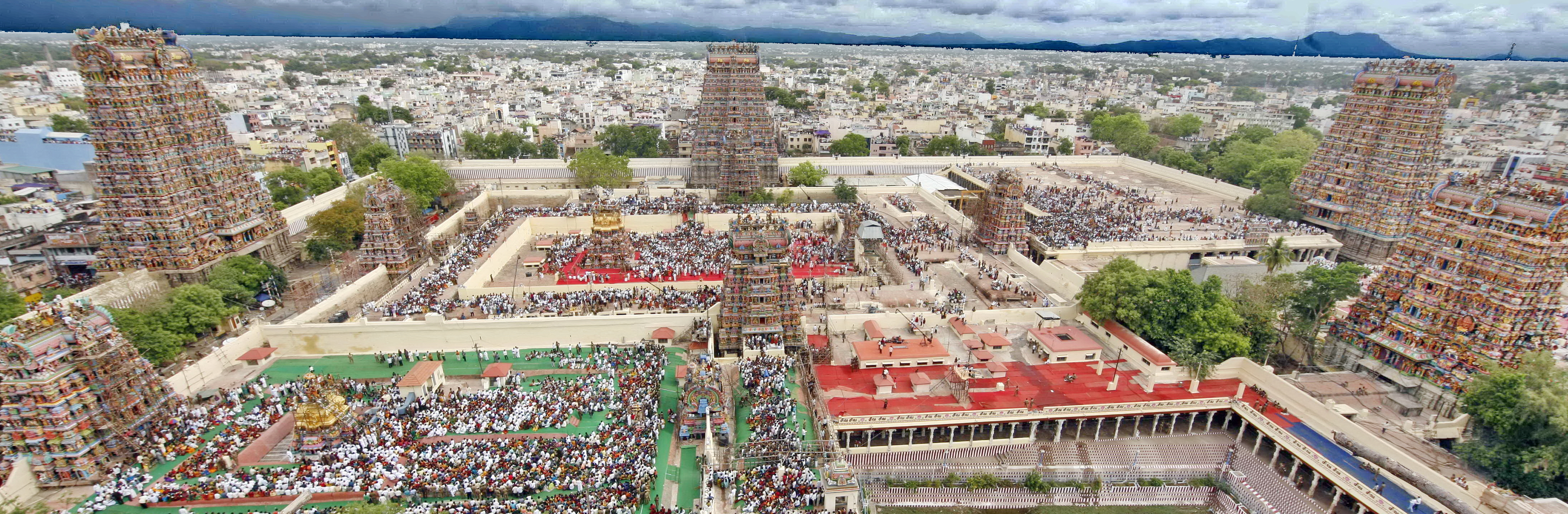
Una veduta aerea del tempio Meenakshi a Madurai, dalla cima del gopuram meridionale, guardando a nord. Il tempio fu costruito dall'Impero Pandyan.

### Templi in Nepal
Il tempio di Pashupatinath è uno dei più importanti templi della religione indù che si trova a Kathmandu, in Nepal. È costruito in stile pagoda ed è circondato da centinaia di templi ed edifici costruiti dai re. La parte superiore è realizzata in oro zecchino.

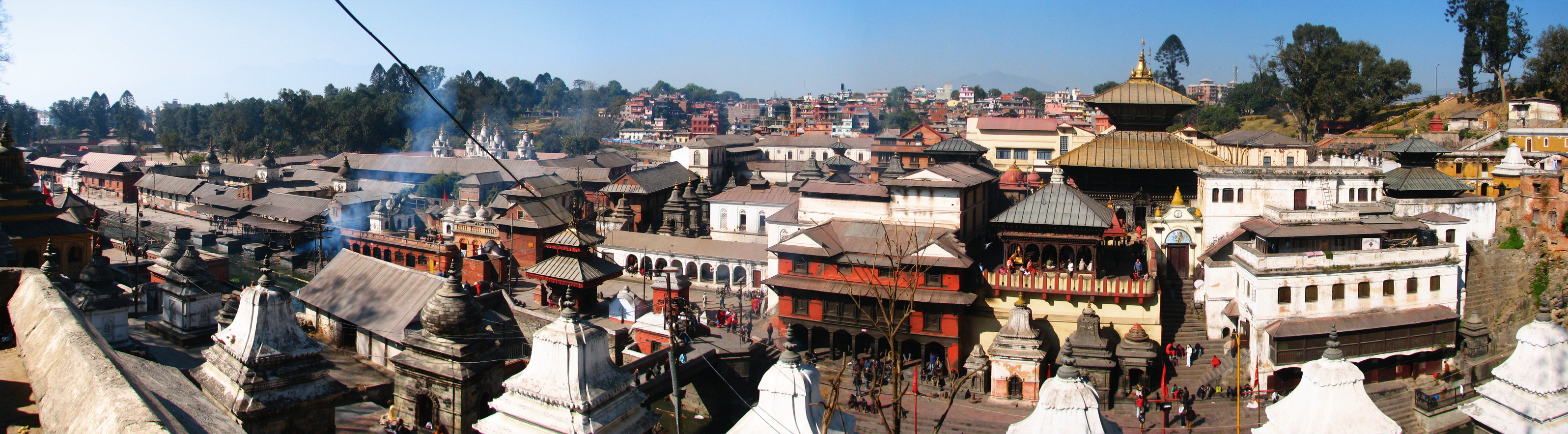
Tempio di Pashupatinath dall'altra sponda del fiume Bagmati, Kathmandu, Nepal.

### Templi Khmer

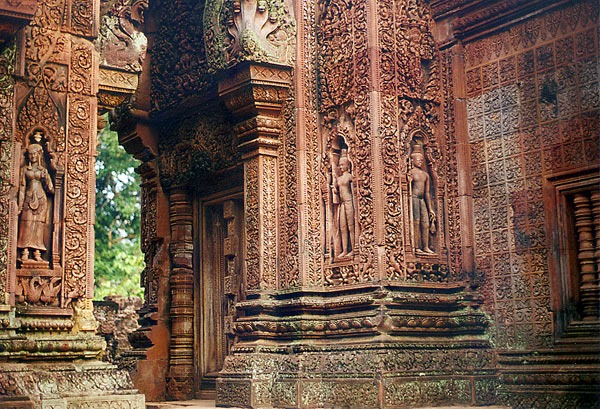
Rilievo artistico al tempio indù Banteay Srei in Cambogia.

Angkor Wat fu costruito come tempio indù dal re Suryavarman II all'inizio del XII secolo a Yasodharapura (Khmer, l'attuale Angkor), la capitale dell'Impero Khmer, come tempio di stato e eventuale mausoleo. Rompendo dalla tradizione Shaiva dei re precedenti, Angkor Wat era invece dedicato a Vishnu. La guglia nel tempio indù Khmer è chiamata Giri (montagna) e simboleggia la residenza degli dei proprio come fa Meru nella mitologia indù di Bali e Ku (Guha) nella mitologia indù birmana.
Angkor Wat è solo uno dei numerosi templi indù in Cambogia, la maggior parte dei quali in rovina. Centinaia di templi indù sono sparsi da Siem Reap a Sambor Prei Kuk nella regione centrale della Cambogia.

### Templi in Indonesia

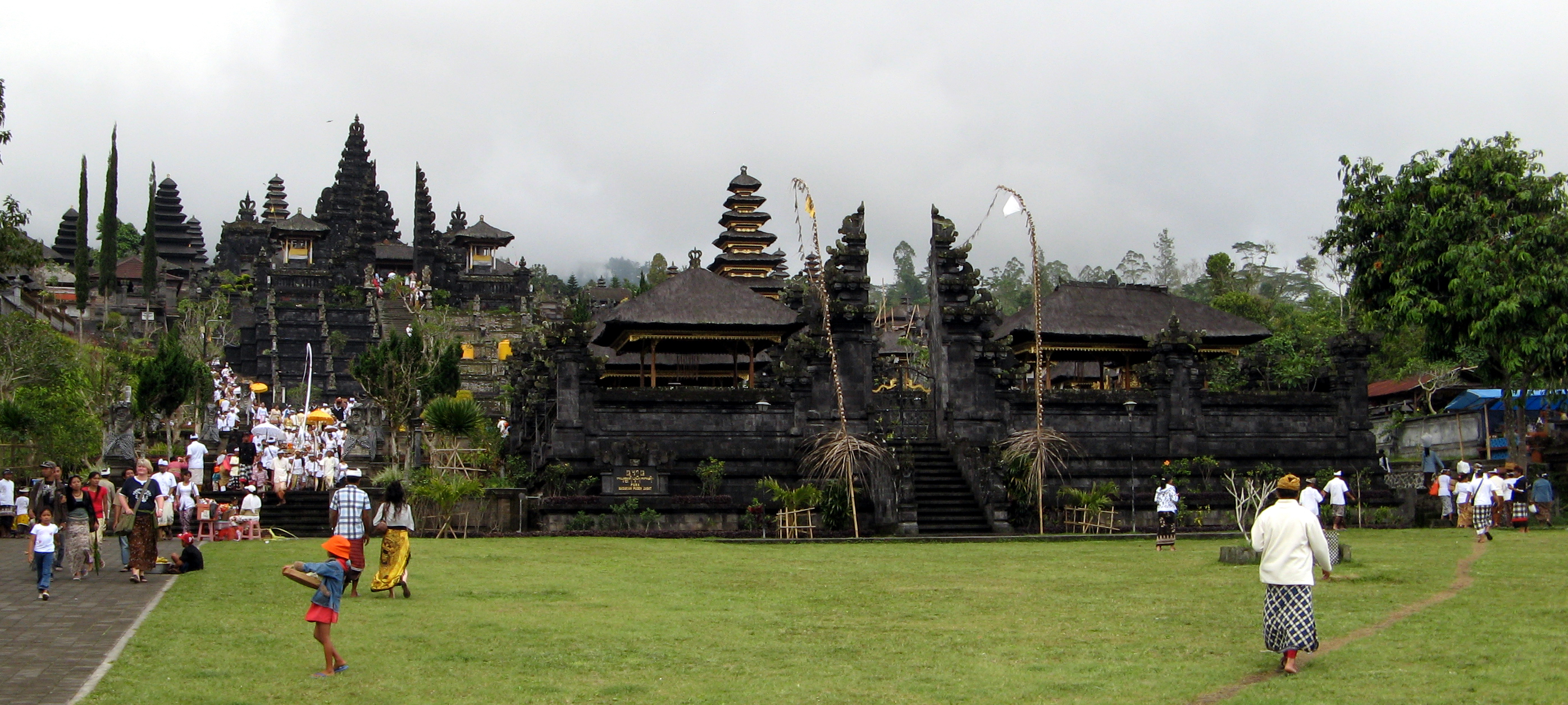
Il complesso del tempio di Besakih, il più grande tempio indù di Bali, in Indonesia.

Gli antichi templi indù in Indonesia sono chiamati Candi (leggi: chandi). Prima dell'ascesa dell'Islam, tra il V e il XV secolo le fedi dharmiche (induismo e buddismo) erano la maggioranza nell'arcipelago indonesiano, specialmente a Giava e Sumatra. Di conseguenza numerosi templi indù, conosciuti localmente come candi, costruirono e dominarono il paesaggio di Giava. Secondo le credenze locali, la valle di Giava aveva migliaia di templi indù che coesistevano con templi buddisti, la maggior parte dei quali furono sepolti nella massiccia eruzione del Monte Merapi nel 1006 d.C.

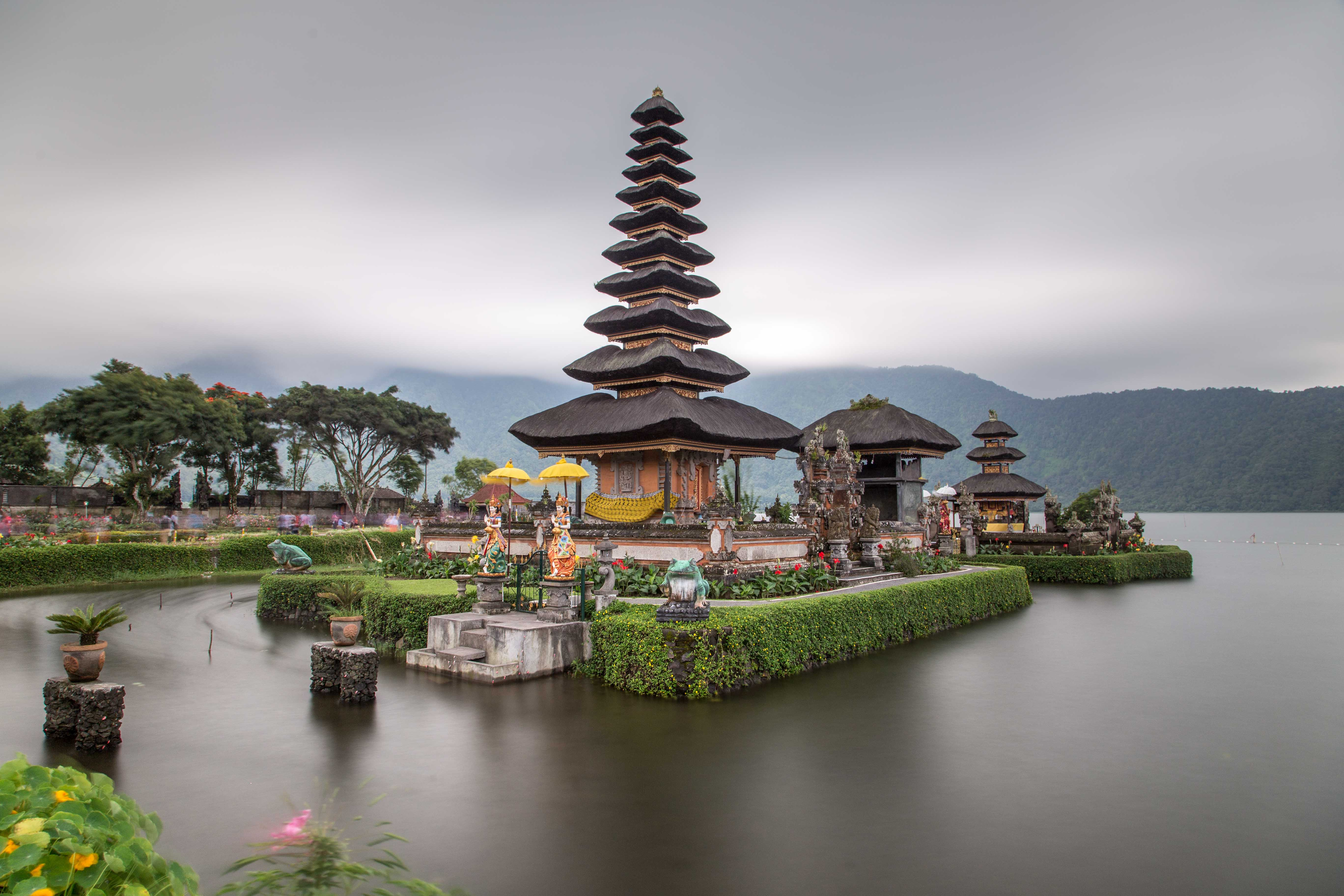
Pura Ulun Danu Bratan, Bali, Indonesia.

Tra il 1100 e il 1500 furono costruiti altri templi indù, ma abbandonati da indù e buddisti quando l'Islam si diffuse a Giava tra il XV e il XVI secolo. Negli ultimi 200 anni, alcuni di questi sono stati riscoperti principalmente dagli agricoltori mentre preparavano le loro terre per i raccolti. La maggior parte di questi antichi templi furono riscoperti e ricostruiti tra il XIX e il XX secolo e trattati come importanti reperti archeologici e anche come attrazione turistica, ma non come casa di culto. I templi indù dell'antica Giava hanno somiglianze con i templi dello stile dell'India meridionale. Il più grande di questi è il tempio indù giavanese del IX secolo, Prambanan a Yogyakarta, ora patrimonio mondiale dell'UNESCO. È stato progettato come tre quadrati concentrici e ha 224 templi. La piazza interna contiene 16 templi dedicati alle principali divinità indù, di cui il tempio di Shiva è il più grande. Il tempio ha ampi rilievi murali e incisioni che illustrano le storie del poema epico indù Ramayana.
A Bali, il tempio indù è noto come "Pura", progettato come luogo di culto all'aperto in un recinto murato. Le pareti del complesso hanno una serie di accessi riccamente decorati senza porte per l'ingresso del devoto. Il disegno, la pianta e la disposizione della santa pura seguono una pianta quadrata.
La maggior parte dei templi indù a Giava era dedicata a Shiva, che gli indù giavanesi consideravano il Dio che comanda l'energia per distruggere, ricombinare e ricreare il ciclo della vita. I piccoli templi erano spesso dedicati a Shiva e alla sua famiglia (la moglie Durga, il figlio Ganesha). I complessi di templi più grandi includono templi per Vishnu e Brahma, ma il tempio più maestoso, sofisticato e centrale era dedicato a Shiva. L'iscrizione Canggal del 732 d.C. trovata nella Giava centro-meridionale, scritta in caratteri sanscriti indonesiani, elogia Shiva, chiamandolo Dio per eccellenza.

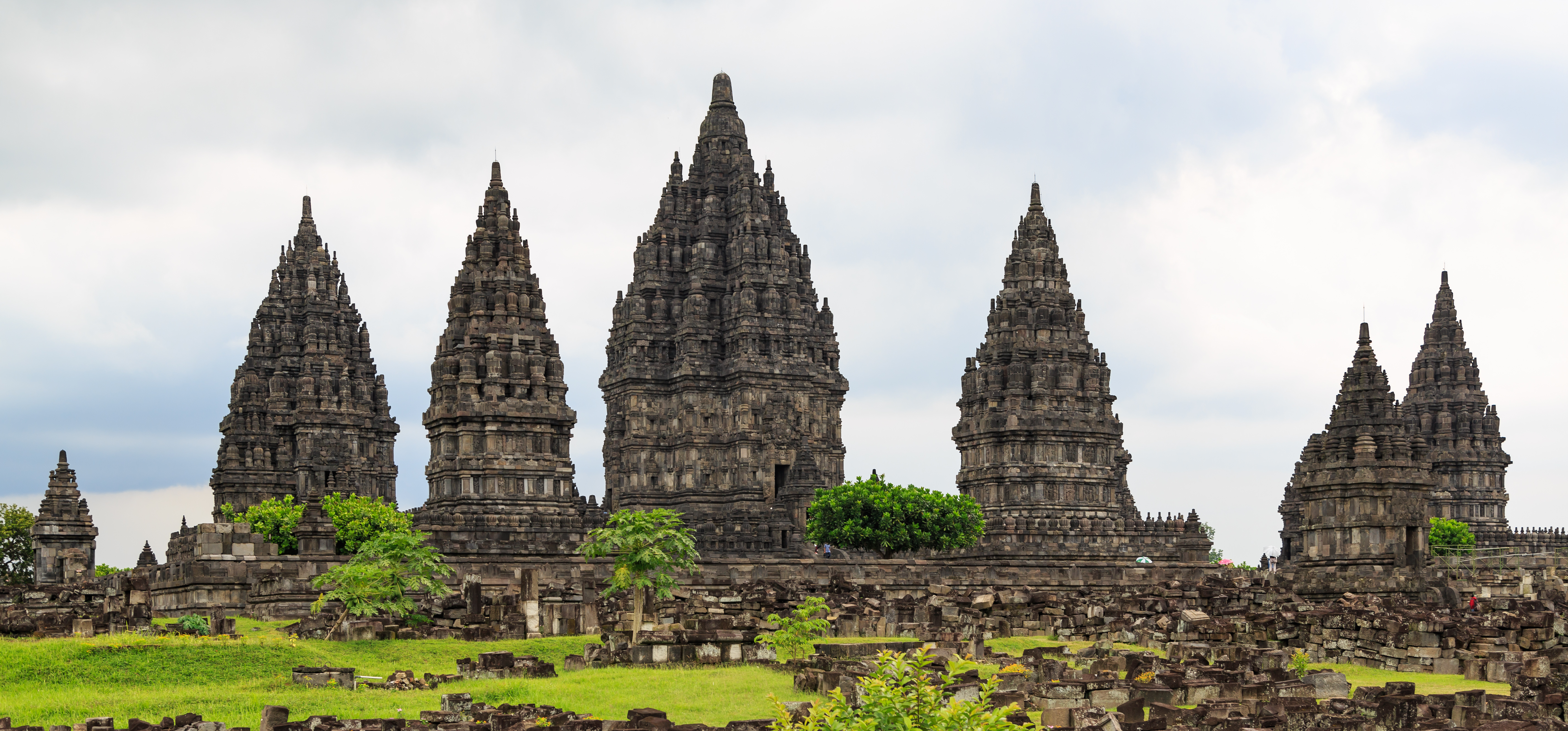
Il complesso del tempio Prambanan a Yogyakarta, il più grande tempio indù dell'Indonesia e il secondo tempio indù più grande del Sud-est asiatico.

### Templi in Vietnam

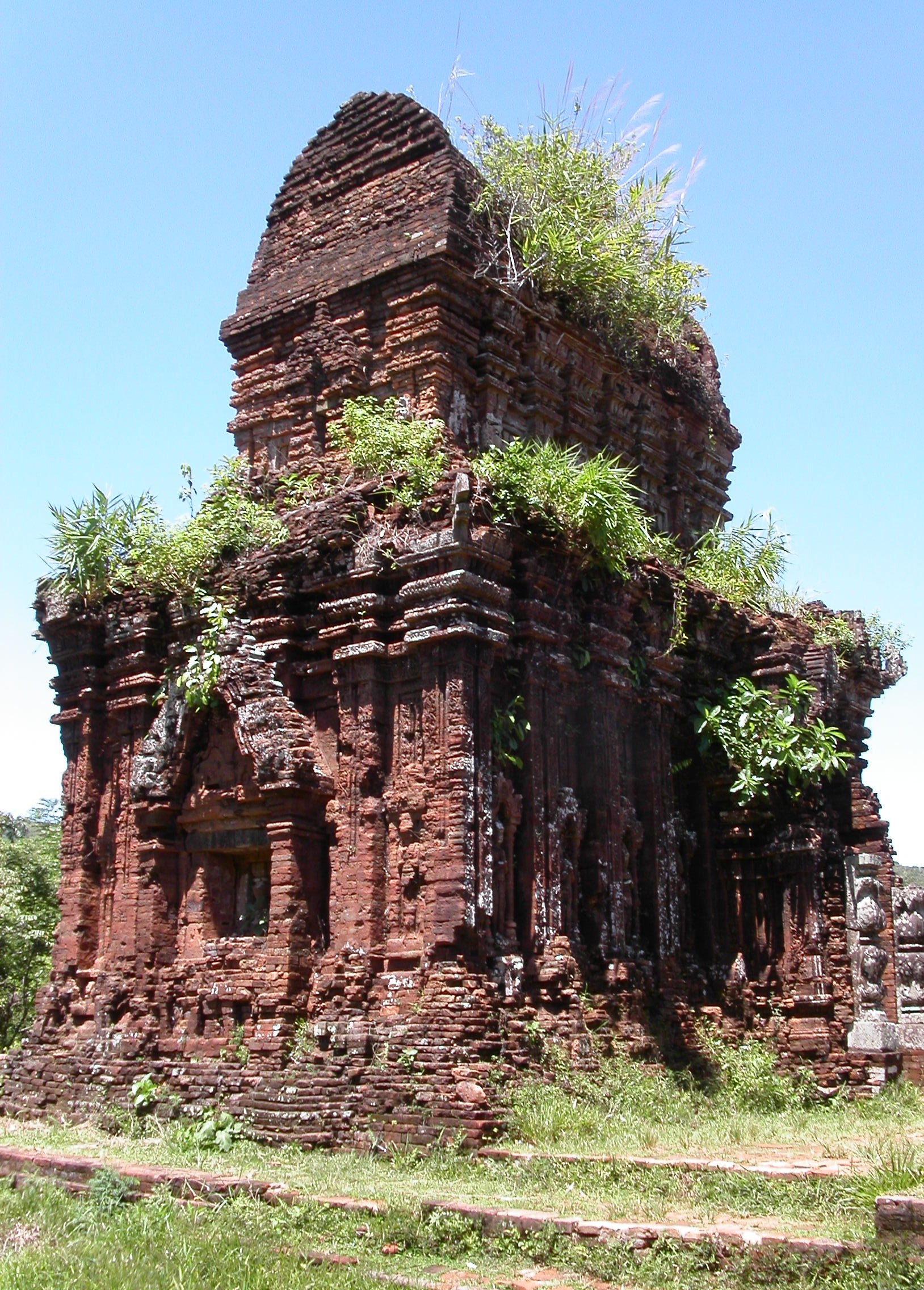
Complesso del tempio indù Mỹ Sơn parzialmente in rovina, Vietnam.

Ci sono un certo numero di gruppi di templi indù costruiti dai Regni Champa lungo la costa del Vietnam, con alcuni nella lista del patrimonio mondiale dell'UNESCO. Gli esempi includono Mỹ Sơn, un gruppo di 70 templi il cui primo datato risale al IV secolo d.C. e dedicato a Siva, mentre altri sono dedicati alle divinità indù Krishna, Vishnu e altri. Questi templi, internamente e l'uno rispetto all'altro, sono anch'essi costruiti sul concetto di griglia quadrata perfetta indù. Altri siti in Vietnam con templi indù includono Phan Rang con il tempio Cham Po Klong Garai.

### Templi in Thailandia

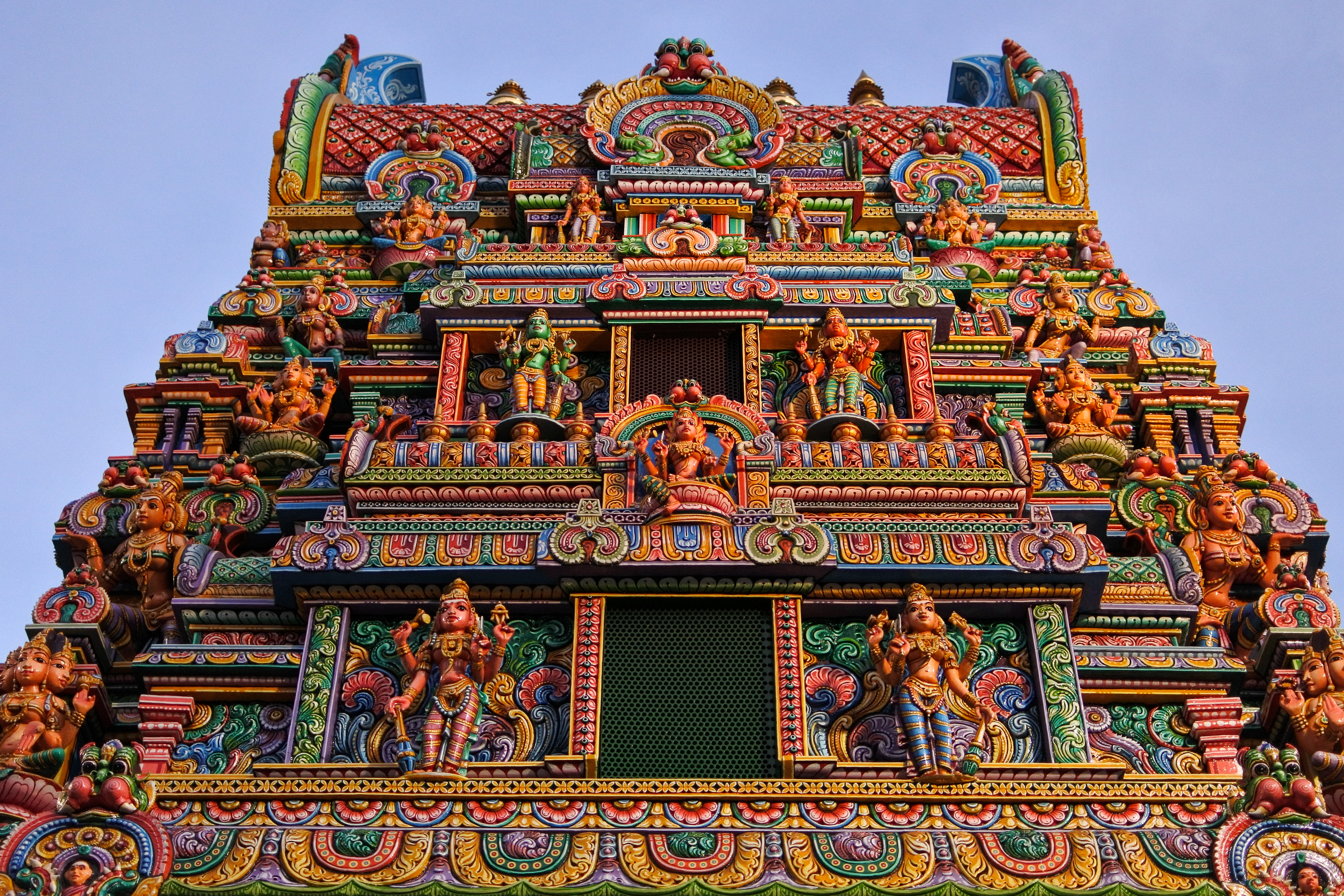
Tempio di Sri Mariamman, Bangkok

La Thailandia ha molti importanti templi indù tra cui: il tempio Sri Mariammam a Bangkok, il Devasathan, il Santuario di Erawan, Prasat Muang Tam, Sdok Kok Thom e Phanom Rung . La maggior parte dei nuovi templi indù sono dell'India meridionale e sono stati costruiti dalle comunità di migranti tamil. Tuttavia, la Thailandia ha molti templi indù indigeni storici come Phanom Rung. Sebbene la maggior parte dei templi indù indigeni siano rovine, alcuni come Devasathan a Bangkok vengono utilizzati attivamente.

### Templi fuori dall'Asia
Molti membri della diaspora del subcontinente indiano hanno stabilito templi indù al di fuori dell'India come mezzo per preservare e celebrare il patrimonio culturale e spirituale all'estero. Descrivendo le centinaia di templi che si possono trovare negli Stati Uniti, la studiosa Gail M. Harley osserva: "I templi fungono da luoghi centrali in cui gli indù possono riunirsi per adorare durante le feste sacre e socializzare con altri indù. I templi in America riflettono i colorati aspetti caleidoscopici contenuti nell'induismo mentre unificano le persone che sono distribuite in tutto il paesaggio americano." Numerosi templi in Nord America e in Europa hanno acquisito particolare importanza e consensi, molti dei quali sono stati costruiti dal Bochasanwasi Akshar Purushottam Swaminarayan Sanstha. Il tempio Ganesh della Hindu Temple Society of North America, a Flushing, Queens, New York City, è il più antico tempio indù dell'emisfero occidentale e la sua mensa nutre 4.000 persone a settimana, con ben 10.000 durante il Diwali (Deepavali) Festival.

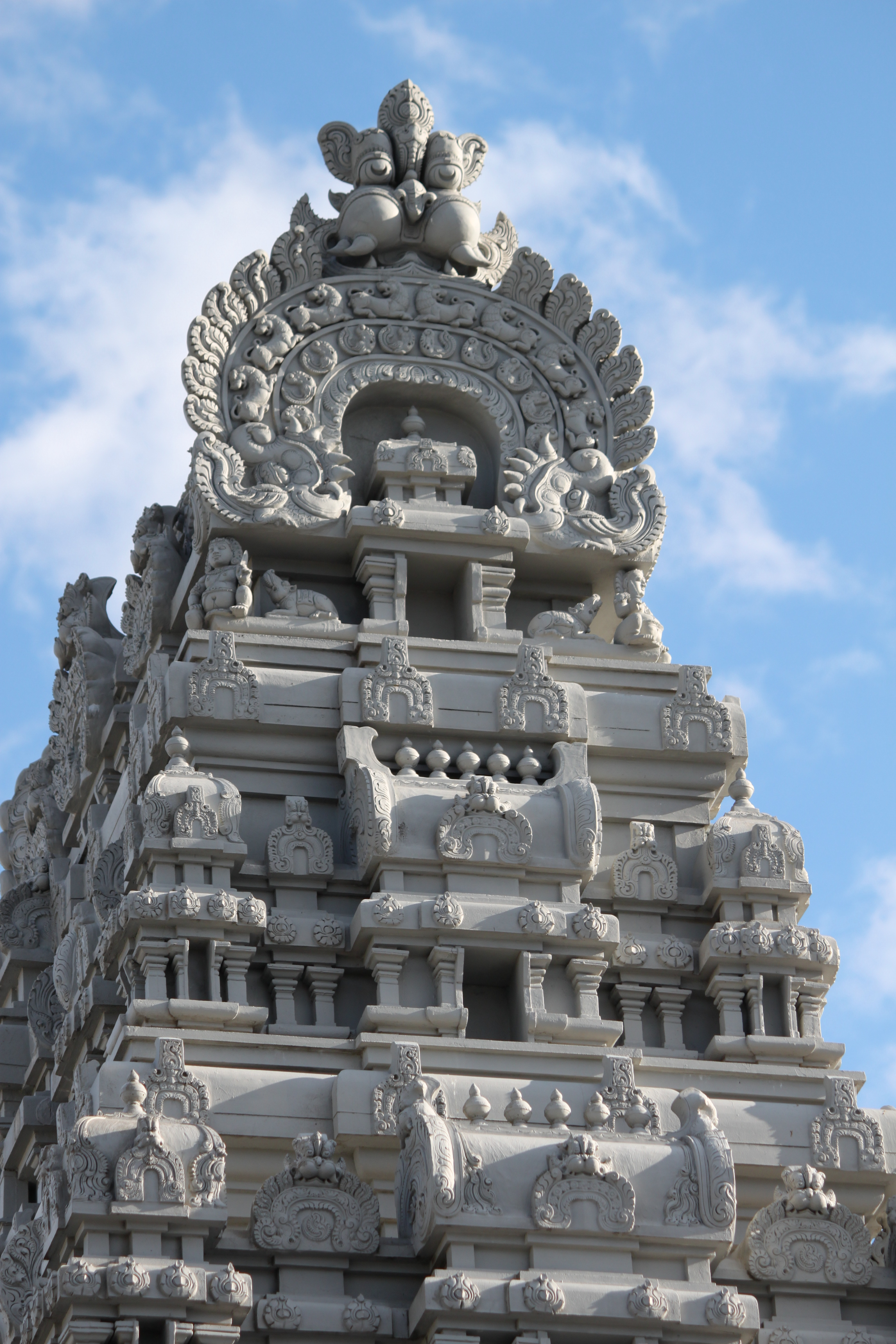
Il tempio Ganesh della Hindu Temple Society of North America è il più antico tempio indù dell'emisfero occidentale, a Flushing, Queens, New York.
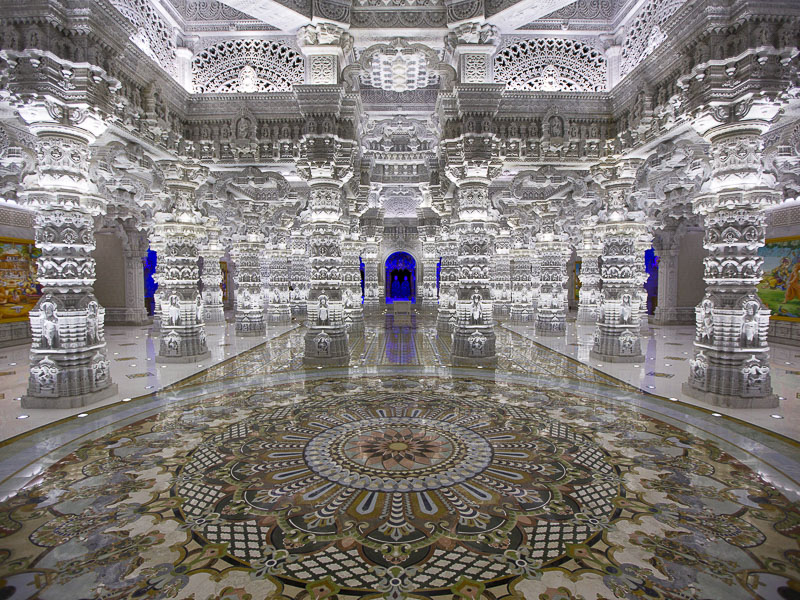
Swaminarayan Akshardham a Robbinsville, New Jersey, USA, è il più grande tempio indù dell'emisfero occidentale.
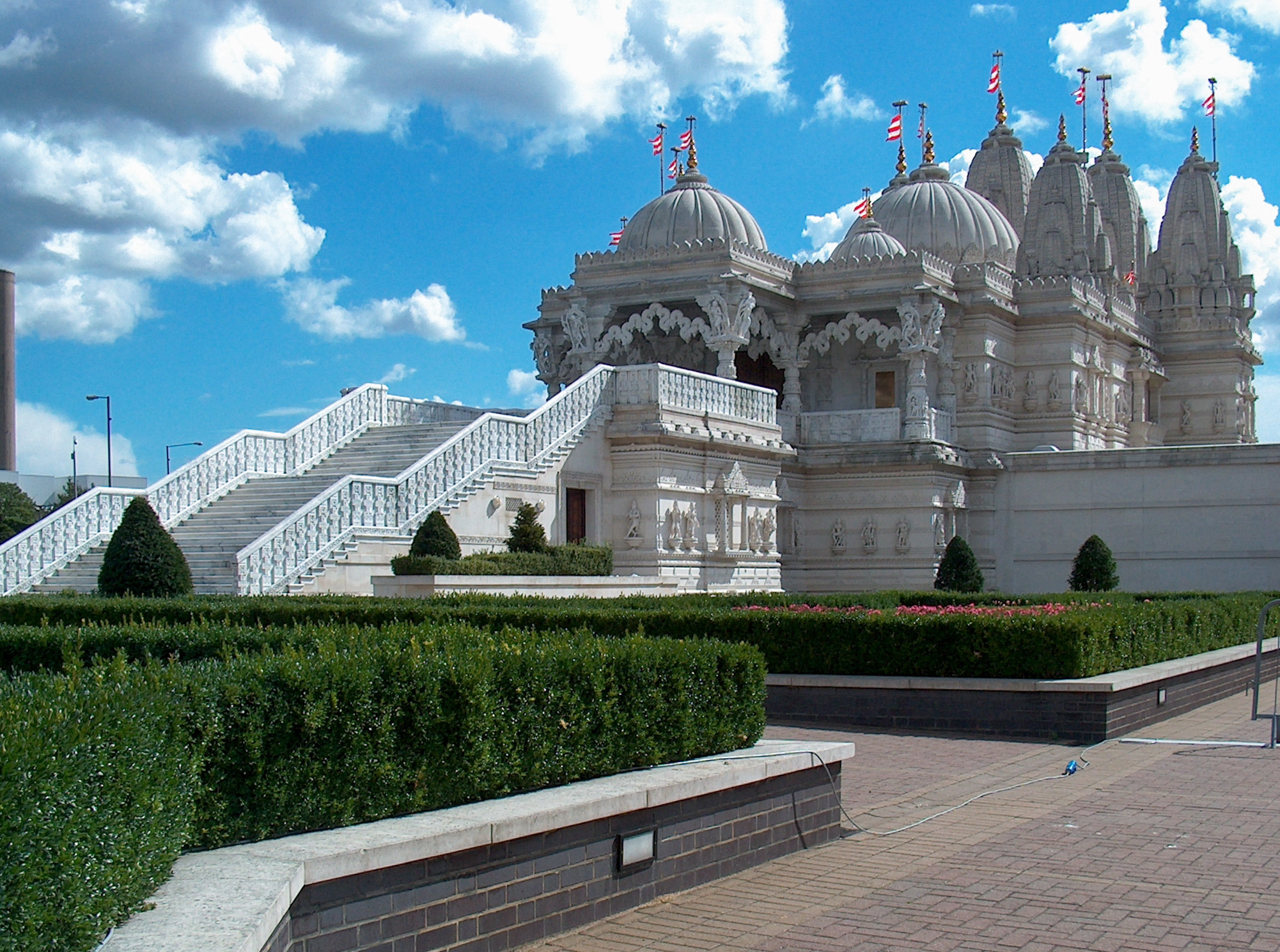
BAPS Shri Swaminarayan Mandir a Londra, Regno Unito.
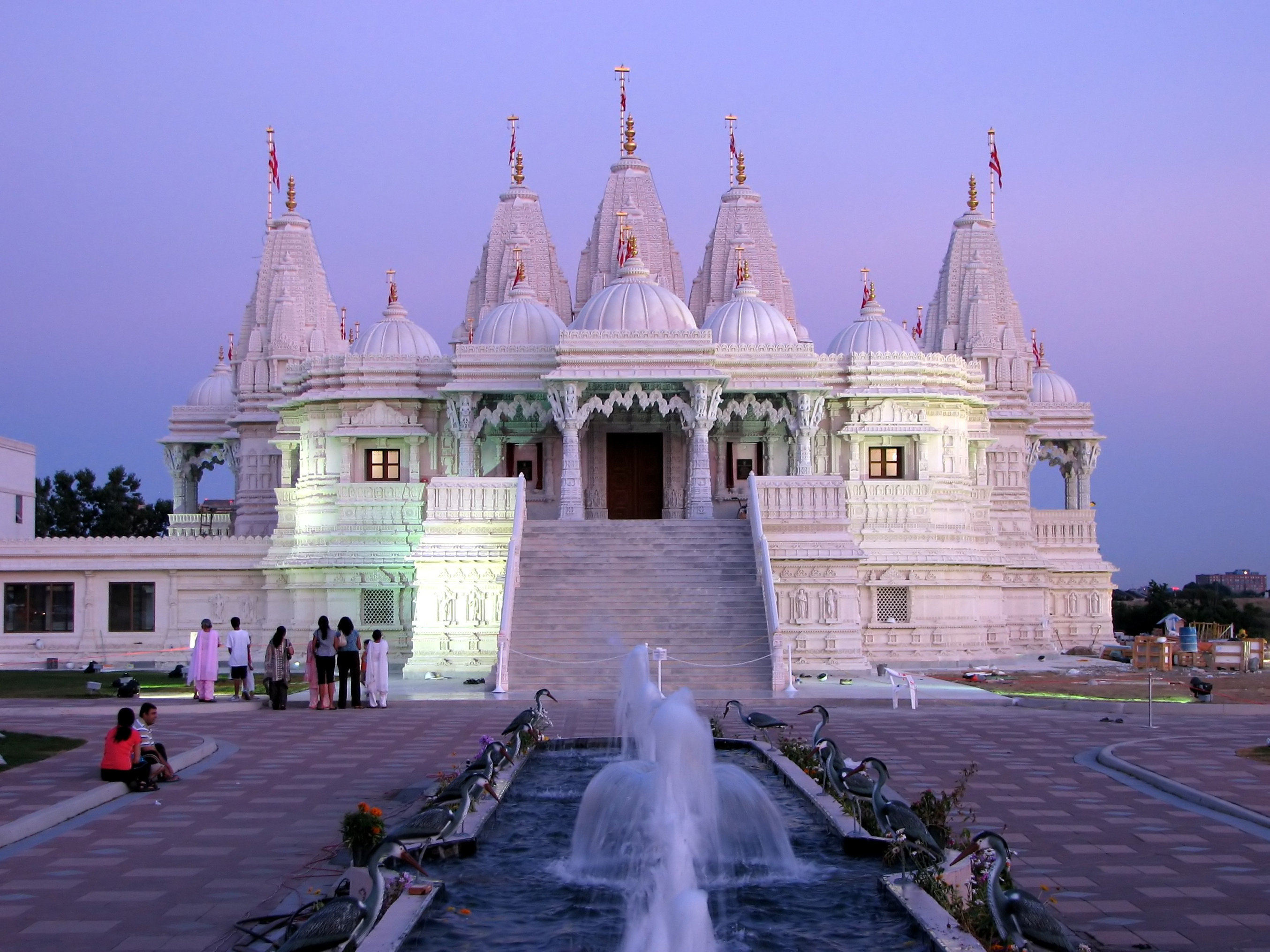
BAPS Shri Swaminarayan Mandir a Toronto, Canada.
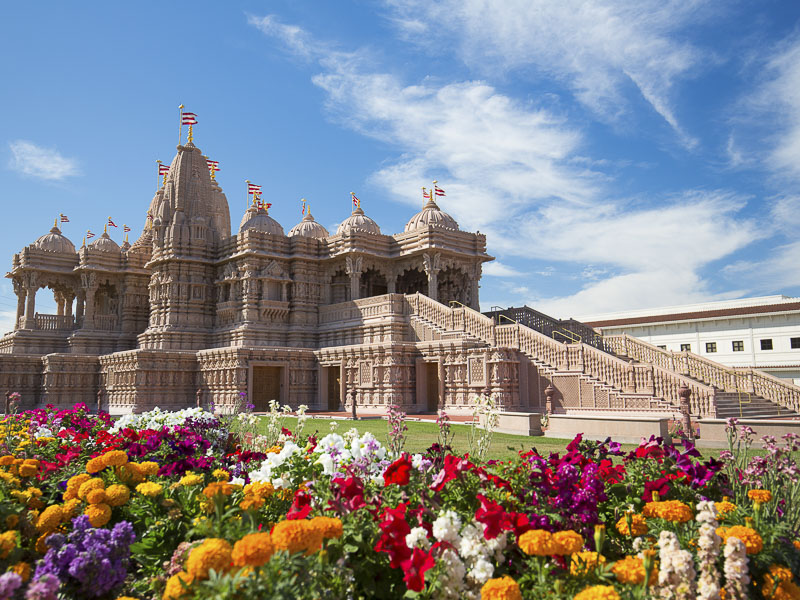
BAPS Shri Swaminarayan Mandir a Los Angeles, Stati Uniti.
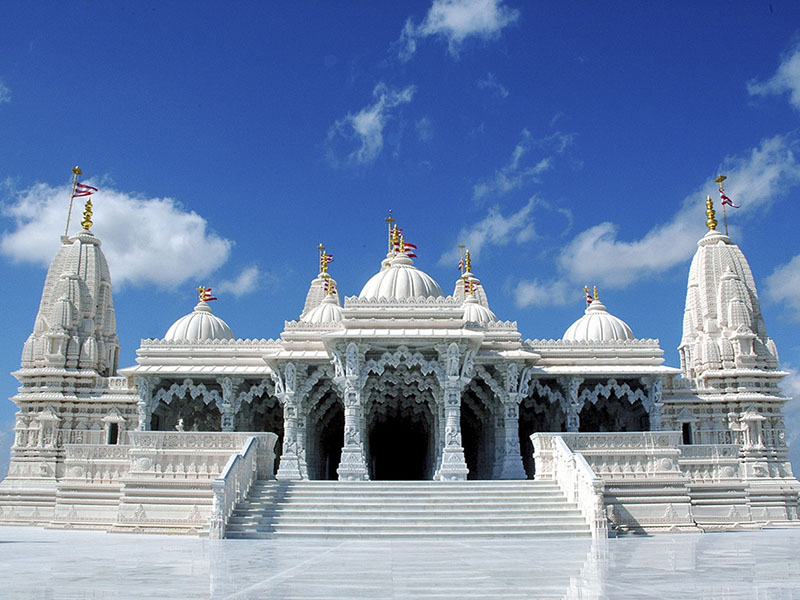
BAPS Shri Swaminarayan Mandir a Houston, Stati Uniti.
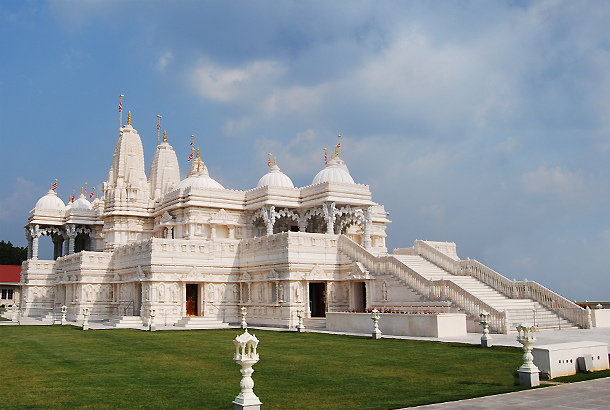
BAPS Shri Swaminarayan Mandir ad Atlanta, Stati Uniti.
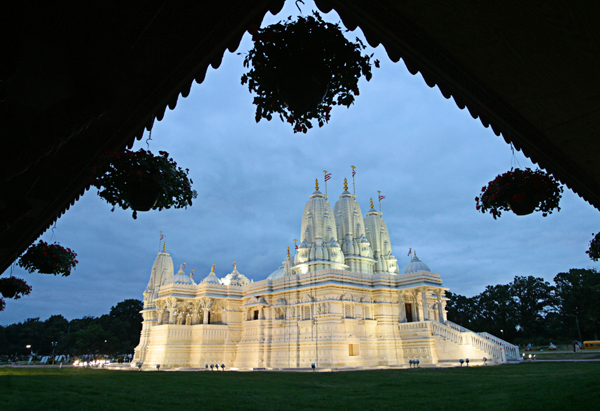
BAPS Shri Swaminarayan Mandir a Chicago, Stati Uniti.

## Gestione del tempio
Il servizio archeologico dell'India ha il controllo della maggior parte dei templi antichi di importanza archeologica in India. In India, le attività quotidiane di un tempio sono gestite da un comitato del consiglio del tempio che ne amministra le finanze, la gestione e gli eventi. Dall'indipendenza, l'autonomia delle singole denominazioni religiose indù di gestire i propri affari rispetto ai templi della propria denominazione è stata gravemente erosa e i governi statali hanno assunto il controllo dei principali templi indù in alcuni paesi; tuttavia, in altri, come gli Stati Uniti, è stata preservata l'autonomia di gestione del tempio privato.

## Etimologia e nomenclatura
In sanscrito, la lingua liturgica dell'induismo, la parola mandira significa "casa" (Sanscrito: मन्दिर). Gli antichi testi sanscriti usano molte parole per il tempio, come matha, vayuna, kirti, kesapaksha, devavasatha, vihara, suravasa, surakula, devatayatana, amaragara, devakula, devagrha, devabhavana, devakulika e niketana. A livello regionale, sono anche conosciuti come prasada, vimana, kshetra, gudi, ambalam, punyakshetram, deval, deula, devasthanam, kovil, candi, pura e wat.
I seguenti sono gli altri nomi con cui si fa riferimento a un tempio indù in India:
- Devasthana (ದೇವಸ್ಥಾನ) in Kannada
- Deul / Doul / Dewaaloy in assamese e in bengalese
- Deval / Raul / Mandir (मंदिर) in Marathi
- Devro/Mindar nel Rajasthan
- Deula (ଦେଉଳ) o Mandira (ମନ୍ଦିର) a Odia e Gudi a Kosali Odia
- Gudi (గుడి), Devalayam (దేవాలయం), Devasthanam (దేవస్థానము), Kovela (కోవెల), KShetralayam (క్షేత్రాలయం), Punyakshetram (పుణ్యక్షేత్రం) o Punyakshetralayam (పుణ్యక్షేత్రాలయం), Mandiramu (మందిరము) in Telugu
- Kovil o kō-vill (கோவில்) e occasionalmente Aalayam (ஆலயம்) in tamil; la parola tamil Kovil significa "residenza di Dio"[169]
- Kshetram (ക്ഷേത്രം), Ambalam (അമ്പലം), Kovil (കോവിൽ), Devasthanam (ദേവസ്ഥാനം) o Devalayam (ദേവാം) nel Malalam
- Mandir (मंदिर) in hindi, nepalese, kashmir, marathi, punjabi (ਮੰਦਰ), gujarati (મંદિર) e urdu (مندر)[170]
- Mondir (মন্দির) in bengalese

Nei templi del sud-est asiatico conosciuti come:
- Candi in Indonesia, specialmente in giavanese, malese e indonesiano, usato sia per i templi indù che buddisti.
- Pura nell'isola a maggioranza indù di Bali, Indonesia.
- Wat in Cambogia e Thailandia, applicato anche ai templi indù e buddisti.

Siti del tempio

Alcune località, tra cui Varanasi, Puri, Kanchipuram, Dwarka, Amarnath, Kedarnath, Somnath, Mathura e Rameswara, sono considerate sante nell'induismo. Sono chiamati kṣétra (sanscrito: क्षेत्र). Uno kṣétra ha molti templi, inclusi uno o più importanti. Questi templi e la sua posizione attirano pellegrinaggi chiamati tirtha (o tirthayatra).